# Heinrich I. (Ostfrankenreich)

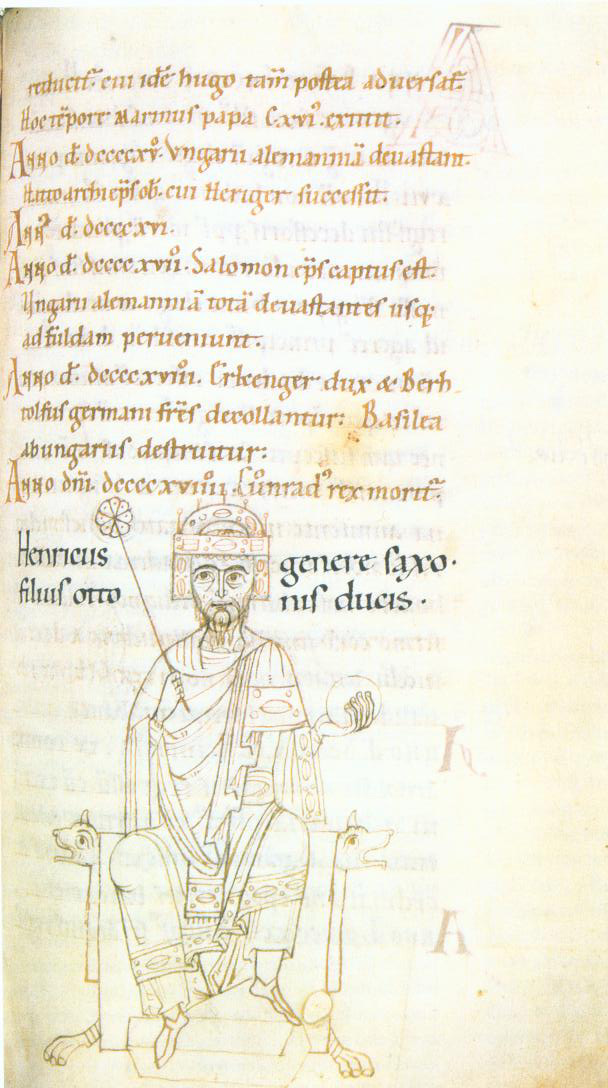
Abbildung Heinrichs I. in der anonymen Kaiserchronik für Kaiser Heinrich V., um 1112/14 (Corpus Christi, Cambridge, Ms 373, fol. 40r).

Heinrich I. (* um 876; † 2. Juli 936 in der Pfalz Memleben) aus dem Adelsgeschlecht der Liudolfinger war ab 912 Herzog von Sachsen und von 919 bis 936 König des Ostfrankenreiches. Der volkstümliche Beiname der Vogler ist erst ab dem 12. Jahrhundert belegt.
Als zu Beginn des 10. Jahrhunderts wiederholte Ungarneinfälle und die Schwäche des spätkarolingischen Königtums das Ostfränkische Reich erschütterten, gelang es Heinrich durch geschickte Heiratsverbindungen, sich in Sachsen eine führende Stellung aufzubauen. Er nutzte hierzu den Umstand, dass Adelsfehden zwischen den mächtigen Aristokratenfamilien um die Vorherrschaft in den einzelnen Stammesgebieten des ostfränkischen Reiches zu einer Etablierung regionaler Mittelgewalten, der späteren Herzogtümer, führten. Anders als sein Vorgänger Konrad I. versuchte Heinrich als ostfränkischer König nicht mehr, die Herrschaft im ganzen Reich auszuüben. Vielmehr konsolidierte er seine Herrschaft gegenüber den ostfränkischen Herzögen, den duces, durch Freundschaftsbündnisse und einen weitreichenden Verzicht in der Herrschaftsausübung außerhalb der etablierten, aber labilen Strukturen. Nach einem neunjährigen Waffenstillstand mit den Ungarn, den er zur Entwicklung umfangreicher Verteidigungsmaßnahmen nutzte, gelang ihm 933 ein Sieg gegen die lange Zeit als unbesiegbar geltenden Ungarn. In Abkehr von der karolingischen Praxis seiner Vorgänger wurde das Reich nach seinem Tod nicht mehr geteilt, sondern an seinen ältesten Sohn aus zweiter Ehe Otto vererbt, während der ältere Sohn Thankmar unberücksichtigt blieb.
Die Zeit Heinrichs I. gehört zu den quellenärmsten des gesamten europäischen Mittelalters. Die erst Jahrzehnte nach seinem Tod verfassten ottonischen Geschichtswerke würdigen insbesondere Heinrichs Einung und Befriedung des Reiches nach innen und außen. Lange Zeit galt Heinrich als erster „deutscher“ König im „deutschen Reich“. Erst in der modernen Forschung setzte sich die Auffassung durch, dass das Deutsche Reich nicht durch einen Akt, sondern in einem lange währenden Prozess entstanden ist. Gleichwohl wird Heinrich darin weiterhin eine entscheidende Rolle zugemessen.

## Leben bis zur Königsherrschaft

### Herkunft und Heiratspolitik

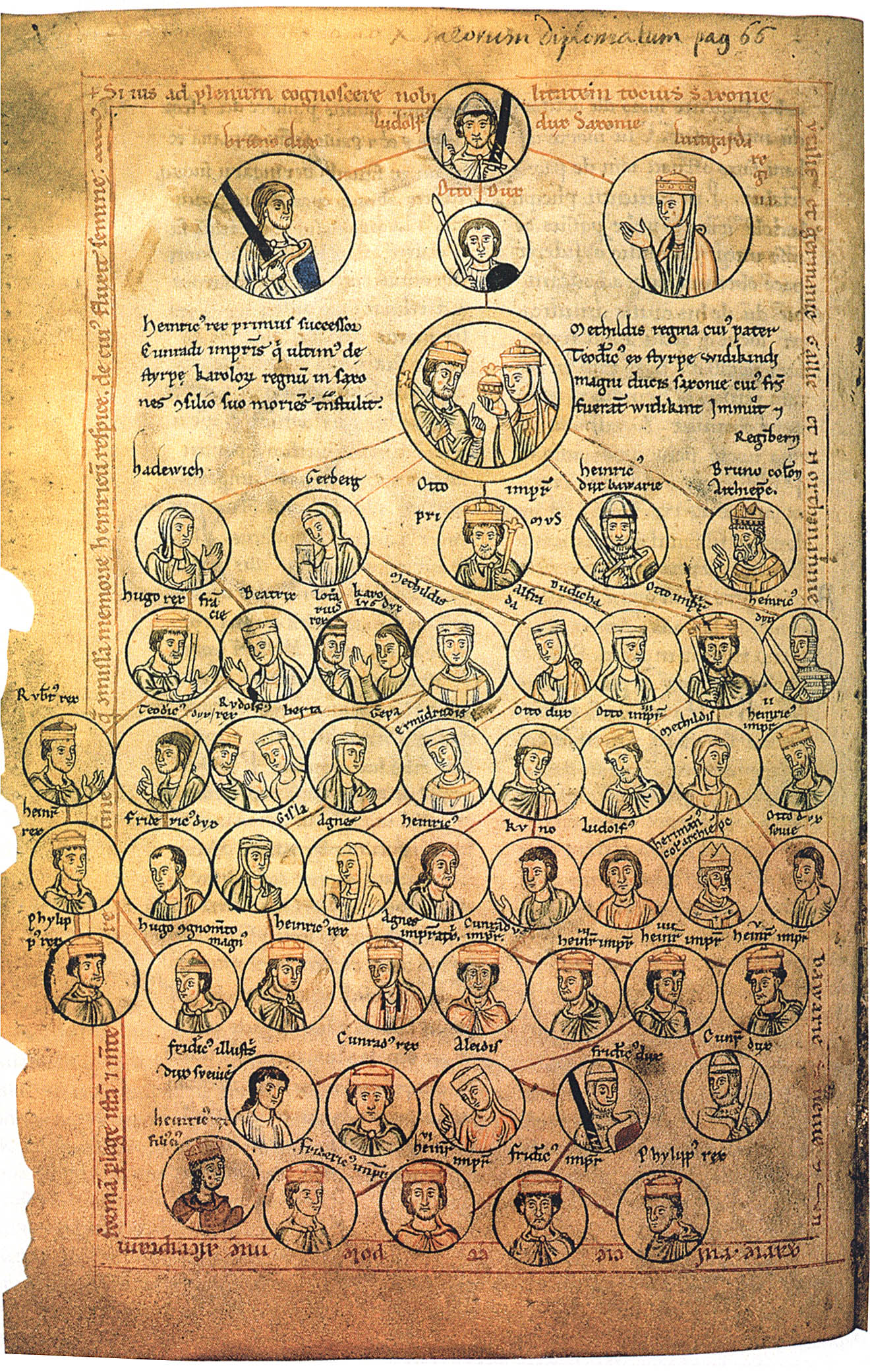
Verwandtschaftstafel der Ottonen mit Heinricus rex und Methildis regina im Doppelkreis (Chronica St. Pantaleonis, zweite Hälfte des 12. Jahrhunderts. Herzog August Bibliothek, Wolfenbüttel, Cod. Guelf. 74.3 Aug., pag. 226)

Die Familie Heinrichs lässt sich väterlicherseits nur bis zu Heinrichs Großvater Liudolf zurückverfolgen. Dieser ist mehrfach als comes (Graf) belegt und hatte als solcher die Aufgabe, königliche Rechte in einer bestimmten Grafschaft, einem comitatus, auszuüben. Die Güter der Liudolfinger lagen an den westlichen Ausläufern des Harzes, an Leine und Nette mit Gandersheim, Brunshausen, Grone und möglicherweise Dahlum und Anhausen. Diesen Reichtum verdankte das Geschlecht zu einem großen Teil seiner engen Verbindung zu den karolingischen Königen des ostfränkischen Reiches, da die Vorfahren Liudolfs als fränkische Parteigänger im Sachsenkrieg nicht zu den Gegnern Karls des Großen gehört hatten. Die wichtigsten Orte ihres Herrschaftsgebiets und Zentren der familiären Memoria bildeten die Frauenkommunitäten, die sie zunächst in Brunshausen und ab 881 im nahe gelegenen Stift Gandersheim gründeten. Ihre engen Beziehungen zum Stift Gandersheim bezeugen zahlreiche Schenkungen und Stiftungen.
Liudolf war mit Oda, der Tochter eines fränkischen Großen, verheiratet. Aus dieser Ehe gingen unter anderem die Kinder Otto, genannt der Erlauchte, und Brun hervor. Brun wurde in der Folge wohl Familienoberhaupt der Liudolfinger. Er fiel 880 mit einem hauptsächlich aus Sachsen bestehenden Heer im Kampf gegen Normannen. Die spärlichen Quellen zum Ende des 9. Jahrhunderts sagen wenig über die Stellung Ottos des Erlauchten. Otto wurde unter nicht näher bekannten Umständen Laienabt des Reichsklosters Hersfeld und übte so maßgeblichen Einfluss auf diese Abtei im sächsisch-fränkischen Raum aus. Otto ist der einzige bezeugte Laienabt im ostfränkischen Reich, was die Bedeutung seiner Stellung verdeutlicht. Er war mit Hadwig aus dem fränkischen Geschlecht der älteren Babenberger verheiratet. Aus dieser Ehe ist unter anderem Heinrich hervorgegangen. Ein engeres verwandtschaftliches Verhältnis bestand zwischen Otto dem Erlauchten und den Karolingern Ludwig dem Jüngeren und Arnulf von Kärnten. Ottos Schwester Liudgard war mit Ludwig dem Jüngeren verheiratet. Den aus einer illegitimen Verbindung König Karlmanns stammenden Arnulf begleitete Otto wohl 894 auf einem Italienzug. Im Jahr 897 heirateten Ottos Tochter Oda und Arnulfs illegitimer Sohn Zwentibold.
Bereits zu Lebzeiten Ottos wird eine stärkere Konzentration auf Sachsen deutlich. Auf Reichsebene trat Otto zwischen 897 und 906 nur sporadisch als Intervenient in Königsurkunden auf. Spätestens im Frühjahr 906 übertrug er Heinrich ein militärisches Kommando gegen die slawischen Daleminzier im Raum um Meißen. Der Ausgang der Babenberger Fehde, die um Herrschaftspositionen zwischen den mainfränkischen Babenbergern und den fränkischen Konradinern geführt wurde, hatte Auswirkungen auf die Königsnähe der Großen. Die Konradiner gingen aus der Fehde als Sieger hervor und übernahmen die dominante Rolle am Königshof, während die Königsnähe der Liudolfinger verloren ging. Dies war der Grund für die stärkere Konzentration auf Sachsen. Bislang hatten sich die Liudolfinger bemüht, Heiratsverbindungen mit Angehörigen des fränkischen Volkes einzugehen. Kurze Zeit später gelang es Heinrich, sich mit Hatheburg, einer der beiden Töchter des wohlhabenden sächsischen Adligen Erwin von Merseburg, zu vermählen und somit die liudolfingischen Besitzungen auszudehnen. Gegen diese Ehe, aus der mit Thankmar ein Sohn hervorging, bestanden ernste kirchenrechtliche Bedenken, da Hatheburg nach ihrer ersten Ehe bereits Nonne geworden war. Hatheburg wurde wenig später zurück ins Kloster geschickt, ihr reiches Erbe in und um Merseburg behielt Heinrich aber. Im Jahr 909 heiratete in der Königspfalz Wallhausen der 33-jährige Heinrich die wohl erst 13-jährige Mathilde, eine Nachfahrin des Sachsenherzogs Widukind. Die Zustimmung dazu gab die Herforder Äbtissin und Großmutter Mathildes gleichen Namens. Durch Mathildes Vater Dietrich, einen westfälischen Grafen, konnten die Liudolfinger Verbindungen zu den westlichen Landesteilen des damaligen Sachsen knüpfen.

### Herzog von Sachsen
Durch den Tod Ottos des Erlauchten am 30. November 912 hatte der neue ostfränkische König Konrad I. die Möglichkeit, die Verhältnisse in Sachsen umzugestalten. Im Kloster Corvey feierte Konrad das Fest Mariä Reinigung und bestätigte dessen Privilegien. Dem Reichskloster Hersfeld, dessen Laienabt Otto gewesen war, sicherte Konrad am 18. Februar 913 in Kassel die freie Abtwahl zu und privilegierte das Kloster Meschede. Heinrich konnte dadurch die Nachfolge seines Vaters als Laienabt nicht antreten. Widukind von Corvey zufolge lehnte Konrad es ab, Heinrich die ganze Macht des Vaters zu übertragen. Die aufgebrachten Sachsen hätten daraufhin ihrem Herzog geraten, seine Ansprüche gewaltsam durchzusetzen. Laut Widukinds Erzählung, die die verhärteten Fronten zwischen Konrad und Heinrich illustriert, soll Konrad mit Unterstützung des Mainzer Erzbischofs Hatto Heinrich nach dem Leben getrachtet haben. Mittels einer eigens in Auftrag gegebenen goldenen Halskette und reicher Geschenke sollte Heinrich zum Besuch eines Gastmahls (convivium) bewogen und dann umgebracht werden. Das Mordkomplott sei jedoch vom Goldschmied der Halskette selbst an Heinrich verraten worden. Heinrich verwüstete daraufhin die thüringischen und sächsischen Besitzungen des Mainzer Erzbischofs. Anschließend verteilte er diese Eroberungen an seine Vasallen. Nun sandte Konrad seinen Bruder Eberhard mit einem Heer nach Sachsen, das jedoch geschlagen wurde. 915 trafen die Heere von Konrad und Heinrich bei Grone (westlich von Göttingen) aufeinander. Heinrich war dem König militärisch unterlegen und scheint sich in einem offiziellen Akt der Unterwerfung, mit der er König Konrad als König anerkannte, gefügt zu haben. Der ostfränkische König und der sächsische Herzog einigten sich auf die Anerkennung des status quo und die gegenseitige Respektierung der Einflusszonen. Nach 915 sind keine Konflikte mehr zwischen Konrad und Heinrich überliefert. Innerhalb der Forschung wurde sogar in Betracht gezogen, dass Konrad seinem Widersacher Heinrich bereits in Grone die Thronnachfolge zugesichert hat.
Die gegensätzlichen Vorstellungen König Konrads und der Herzöge über das Verhältnis zwischen Königtum und Adel waren nicht miteinander zu versöhnen. Als Konrad 917 seine Schwäger Erchanger und Berthold hinrichten ließ, wurde Burkhard vom schwäbischen Adel zum Herzog von Schwaben erhoben. Spätestens 916 verschlechterte sich zudem Konrads Verhältnis zum bayerischen Luitpoldinger Arnulf so sehr, dass Konrad gegen ihn militärisch vorging. In den folgenden Auseinandersetzungen zog Konrad sich eine schwere Verwundung zu, die seinen Aktionsradius erheblich einschränkte und der er am 23. Dezember 918 erlag.

## Königsherrschaft

### „Designation“ durch Konrad I.
Der Herrschaftsübergang von Konrad I. auf Heinrich I. wird von Liutprand von Cremona, Adalbert von Magdeburg und Widukind von Corvey in gleicher Weise geschildert: König Konrad selbst habe vor seinem Tod den Auftrag gegeben, Heinrich die Königswürde anzutragen und ihm die Insignien zu überbringen. Sein Bruder Eberhard habe dies ausgeführt. Nach Widukinds vieldiskutiertem Bericht soll der sterbende König seinem Bruder Eberhard selbst befohlen haben, auf den Thron zu verzichten und die Insignien höchster „Staatsgewalt“ (rerum publicarum summa) aus Mangel an fortuna (Glück) und mores (oftmals in der Forschung mit „Königsheil“ übersetzt) dem Sachsenherzog Heinrich zu übertragen. In der Aussage, dass Heinrich durch den Willen Konrads König wurde, stimmen die Berichte überein. Nach Widukind jedoch war Eberhard allein an Konrads Sterbebett, während laut Adalbert Konrad seine Brüder und Verwandten, die Häupter der Franken (fratribus et cognatis suis, maioribus scilicet Francorum), beschwor, Heinrich von Sachsen zu wählen. Liutprand wiederum lässt Konrad die Herzöge von Schwaben, Bayern, Lothringen, Franken und Sachsen zu sich rufen, um ihnen zu befehlen, den nicht anwesenden Heinrich zum König zu machen. Ob es eine Designation Heinrichs durch den sterbenden Konrad gegeben hat, wie es die ottonische Geschichtsschreibung behauptet, ist in der Forschung umstritten. Gegen die Ausführung einer öffentlichen Designation spricht die ungewöhnlich lange Thronvakanz von etwa fünf Monaten, bevor es zwischen dem 14. und 24. Mai 919 in Fritzlar zur Erhebung Heinrichs zum König kam. Es scheint daher eher zäher Verhandlungen bedurft zu haben, bis die Königswahl erfolgen konnte.

### Königserhebung in Fritzlar im Mai 919
In der Königspfalz Fritzlar im fränkisch-sächsischen Grenzbereich wurde Heinrich im Mai 919 von Franken und Sachsen zum König erhoben. Zuvor hatte Eberhard sein Verhältnis zu Heinrich geregelt. Als amicus regis (Freund des Königs) und Herzog von Franken blieb Eberhard bis zum Tod Heinrichs einer der wichtigsten Männer im Reich. Nach Widukinds vieldiskutiertem „Salbungsverzicht“ habe der Konradiner Eberhard vor den versammelten Franken und Sachsen Heinrich als König anerkannt. Als ihm der Mainzer Erzbischof Heriger die Salbung mit der Krönung angeboten habe, soll Heinrich daraufhin geantwortet haben: „Es genügt mir […] vor meinen Vorfahren das voraus zu haben, daß ich König heiße und dazu ernannt worden bin.“ Salbung und Krönung sollten Würdigeren vorbehalten bleiben. Gerd Althoff und Hagen Keller (1985) haben – abweichend von der traditionellen Auffassung – das Wort maiores bei Widukind auf „die Großen“ bezogen anstatt mit „Vorfahren“ zu übersetzen. Nach diesem Verständnis ist Heinrichs Aussage eine programmatische Äußerung, die seine Bereitschaft, auf wesentliche Vorrechte des Königtums zu verzichten, zeige. Dagegen möchte Ludger Körntgen (2001) den Begriff maiores wieder als Vorfahren verstehen und verweist in dem Zusammenhang auf die historiographische Konzeption Widukinds. Demnach verfolge Widukind in seiner Darstellung eine „Dreistufigkeit des ottonischen Königtums“: von der Bescheidenheit des Vaters gegenüber den Vorfahren (maiores), die bereits Otto dem Erlauchten die Krone angeboten hätten, über König Heinrich selbst, der in prophetischer Voraussicht die Salbung den noch nicht gekommenen Würdigeren (meliores) vorbehalten möchte, zu den schließlich geweihten Nachkommen Otto I. und Otto II., unter denen das Königtum durch Salbung und Krönung zur vollen Entfaltung gekommen sei.

### Zustand des Reiches bei Heinrichs Herrschaftsantritt
Heinrich trat die Königsherrschaft unter äußerst schwierigen Umständen an. Innere und äußere Bedrohungen des Reichs und eine gleichzeitig schwache karolingische Königsgewalt förderten zu Beginn des 10. Jahrhunderts deutlich das Bestreben der Großen, ihre Macht in den einzelnen regna (Herrschaftsbereich) zu verfestigen und die Führung innerhalb des „Stammes“ zu beanspruchen. In Lothringen, Schwaben und Franken wurden Adelsfehden um die regionale Führungsrolle geführt. Heinrichs Vorgänger Konrad versuchte vergeblich, sich dieser Entwicklung entgegenzustellen. Er konnte seine Königsherrschaft weder in Schwaben noch in Bayern durchsetzen und blieb am Ende seiner Herrschaft ganz auf Franken beschränkt. Es gelang ihm trotz verschiedener Kriegszüge nicht, den Verlust Lothringens an Karl den Einfältigen zu verhindern. Heinrichs dringendste Aufgabe als König war es, sein Verhältnis zu den Adelsgruppen in den einzelnen Herzogtümern zu regeln und den Adel wieder mit dem Königtum zu verbinden.
Neben den Adelsfehden wurden Frieden und Stabilität im Reich durch die Ungarneinfälle erschüttert, die zu einem Verfall der Herrschaftslegitimation führten. Das karolingische Heeresaufgebot erwies sich gegen den schnell einfallenden und wieder abziehenden Feind mit seinen Bogenschützen als zu schwerfällig. Seit dem Ende des 9. Jahrhunderts bedrohten die Ungarn zunächst den Osten des Reiches. Die Einfälle dehnten sich schließlich von Italien, dem Mährerreich und der Ostmark auch nach Bayern, Schwaben, Lothringen und Sachsen aus. Die lokalen Gewalten standen den Einfällen der Ungarn bis in die 920er Jahre weitgehend machtlos gegenüber.
Heinrich musste seine Königsherrschaft mit anderen Mitteln als seine karolingischen Vorgänger ausüben. Zur administrativen Durchdringung seiner Königsherrschaft standen Heinrich die Verwaltungsmechanismen aus der Karolingerzeit nicht mehr zur Verfügung. Der Stellenwert von Schriftlichkeit, Amt und Zentralität ging zurück. Schriftlichkeit verlor als Instrument der Herrschaftspraxis und Kommunikation an Bedeutung. Der Königshof trat als Ausgangspunkt wichtiger Überlieferung zurück. Bereits unter Ludwig dem Deutschen verschwanden Kapitularien als wichtige Dokumente für die Herrschaftsorganisation aus dem Reich. Die Institution der missi dominici (Königsboten), die vor Ort die Kontrollfunktion über die königlichen Amtsträger ausüben sollten, bestand nicht mehr. Die Grafenwürde, die vom König je nach Verdienst und Eignung verliehen wurde, hatte ihren königlichen Amtscharakter verloren und sich zum vererbbaren Adelsbesitz entwickelt. Dafür gewannen Akte ritueller Kommunikation an Bedeutung. Das Ergebnis dieses Strukturwandels ist eine „polyzentrische Struktur der Herrschaftsordnung“, die sich nicht mehr instrumentell vom König her deuten lässt. Das Fehlen von Elementen moderner Staatlichkeit wie Gesetzgebung, Verwaltung, Ämterorganisation, Gerichtswesen und Gewaltmonopol wird von Gerd Althoff überspitzt als Übergang von der „karolingischen Staatlichkeit“ zur ottonischen „Königsherrschaft ohne Staat“ aufgefasst.

### Integration der Herzöge in das ostfränkische Reich

#### Schwaben
Laut Widukind ist Heinrich gleich nach der Wahl zu einem Feldzug gegen Burkhard von Schwaben aufgebrochen. Obwohl Heinrich sich bei einem Ungarneinfall 919 nicht behaupten konnte, scheint sich Burkhard von Schwaben ohne Widerstand noch im selben Jahr „mit allen seinen Burgen und seinem ganzen Volk“ dem neuen König unterstellt zu haben. Burkhard hatte sich jedoch erst 917 eine herzogliche Stellung erkämpft und war im heimischen Adel sicherlich noch umstritten. Außerdem war Burkhard in Auseinandersetzungen mit König Rudolf von Hochburgund verwickelt. Heinrich begnügte sich mit der Vasallität des Herzogs und verzichtete auf die direkte Herrschaftsausübung in Schwaben, wobei er Burkhard die Verfügungsgewalt über den Fiskus und königliche Rechte über die Reichskirchen überließ. Allerdings wurde ihm keinesfalls gänzlich die Kirchenhoheit überlassen. Bereits Ende November 920 war Burkhard auf einem Hoftag Heinrichs im hessischen Seelheim anwesend. Bis zu Burkhards Tod hat Heinrich Schwaben nicht mehr betreten. Nach dem Tod Burkhards im Jahr 926 hat Heinrich mit dem Konradiner Hermann einen Landfremden als Herzog in Schwaben eingesetzt, statt den noch unmündigen Sohn Burkhards zum Herzog zu ernennen. Der neue Herzog Hermann war ohne eigene Hausmacht in seinem Zuständigkeitsgebiet viel stärker von Heinrich abhängig. Heinrich konnte dadurch die Kirchenherrschaft an sich ziehen.

#### Bayern
Schwieriger war es für Heinrich, die Anerkennung seines Königtums bei Arnulf von Bayern zu erreichen. Arnulf übte seit 918 de facto eine Art Königsgewalt in Bayern aus. Die Bemerkung des sogenannten Fragmentum de Arnulfo duce Bavariae, Heinrich habe ein Land angegriffen, wo keiner seiner Vorfahren auch nur einen Schritt Landes besessen hätte, verdeutlicht, wie befremdlich es wirkte, den Sachsen Heinrich als ostfränkischen Herrscher zu akzeptieren. Der Ablauf der Ereignisse, die zur Verständigung zwischen Arnulf und Heinrich führten, ist nur bruchstückhaft überliefert. Wohl erst nach einem zweiten Kriegszug war Arnulf zur Anerkennung von Heinrichs Königtum bereit. Arnulf öffnete die Tore Regensburgs, zog zu Heinrich hinaus, unterwarf sich ihm und wurde „Freund des Königs“ genannt. Heinrich überließ Arnulf das Recht zur Vergabe von Bistümern und den Fiskus mit der bedeutenden Regensburger Pfalz. Außerdem verfügte Heinrich in seinen Urkunden nie über Güter in Bayern. Als Herzog von Bayern führte Arnulf seine Herrschaft auf die Gnade Gottes zurück und betonte dadurch seine königsgleiche Stellung. In der Folgezeit nahm er einmal an einem Hoftag teil und trat viermal als Intervenient in Urkunden Heinrichs auf. Doch er unterstützte Heinrich bei dessen Kriegszügen gegen Böhmen und Ungarn. Heinrich hat ihn einmal in einer Urkunde als fidelis et dilectus dux noster („unser treuer und geliebter Herzog“) bezeichnet.

#### Gewinn Lothringens

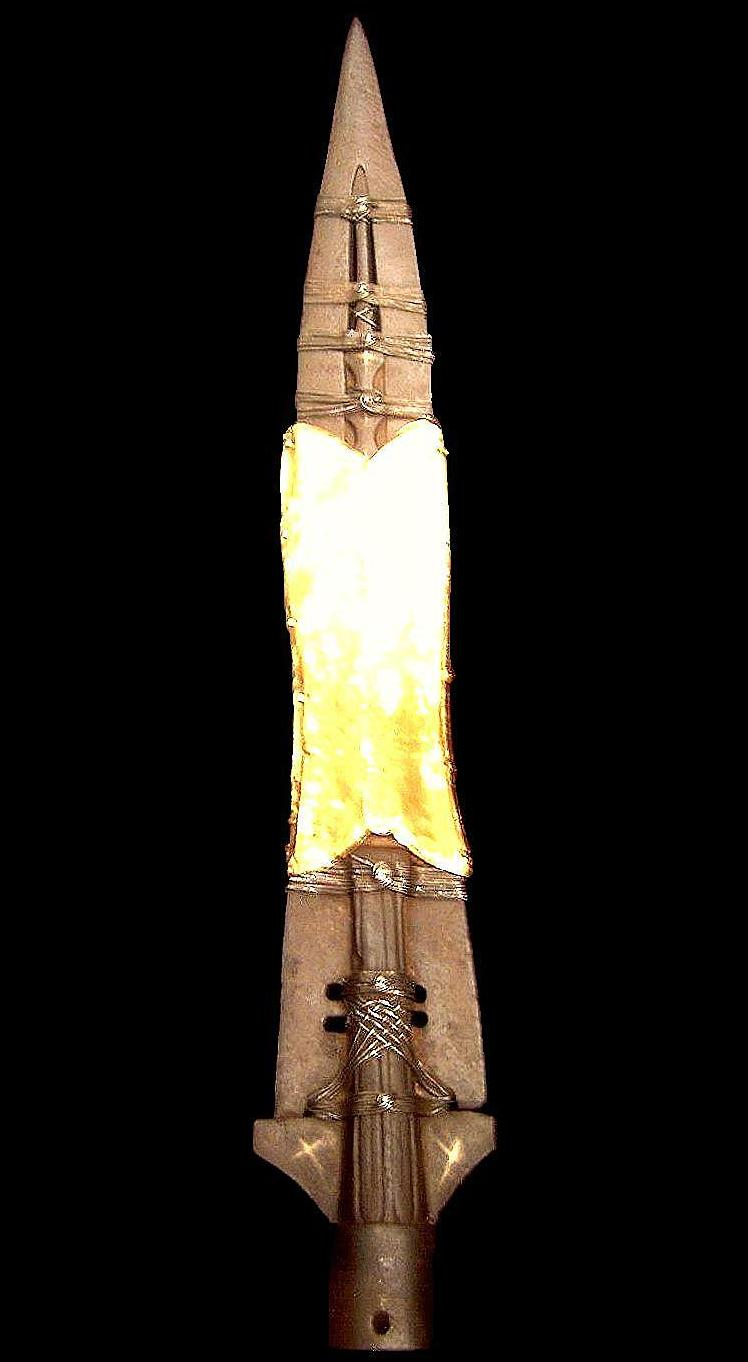
Die Heilige Lanze in der Schatzkammer Wien

In Lothringen hatte Heinrich nicht die Absicht, dem westfränkischen Karolinger Karl dem Einfältigen das Königtum streitig zu machen. Doch bekam Heinrich durch innerlothringische Parteikämpfe die Möglichkeit, in die Machtkonstellation hineinzuwirken. Am 7. November 921 hatte Heinrich mit Karl dem Einfältigen auf einem Schiff mitten auf dem Rhein bei Bonn ein Freundschaftsbündnis geschlossen (unanimitatis pactum et societatis amicitia), das die gegenseitige Anerkennung der jeweiligen Königsherrschaft und des territorialen Status quo umfasste. 922 änderte sich die Situation für Heinrich mit der Erhebung Herzog Roberts von Franzien zum Gegenkönig und gab ihm eine Gelegenheit, Lothringen in seinen Herrschaftsbereich zu ziehen. Anfang 923 wurde auch mit Robert eine amicitia vereinbart. Mit diesem Freundschaftsbündnis verletzte Heinrich das erste Abkommen, denn Robert war der Feind seines Freundes Karl. Am 15. Juni 923 überfiel Karl seinen Rivalen Robert im Lager bei Soissons. Robert fiel zwar, doch unterlag Karl im Gefecht. Karl wurde gefangen genommen und an Roberts Stelle wurde Rudolf von Burgund 923 zum Gegenkönig erhoben. Die westfränkischen Wirren, der Tod Roberts, die Ausschaltung Karls und die Erhebung Rudolfs hatten massive Auswirkungen auf die lothringische Machtkonstellation. Nach mehreren Feldzügen Heinrichs erkannte 925 der bedeutendste lothringische Große Giselbert dessen Herrschaft an. Ende 925 unterstellten sich alle Großen Lothringens der Herrschaft Heinrichs. Aus späterer Rückschau wurde Lothringen so zum fünften Herzogtum des Ostfrankenreichs. Diesen Prozess schloss die Vermählung von Heinrichs Tochter Gerberga 928/29 mit Giselbert und seine Anerkennung als Herzog (dux) ab.
In seiner Politik gegenüber den ebenfalls in karolingischen Traditionen stehenden westlichen Nachbarreichen legte Heinrich großen Wert auf den Erwerb bedeutender Reliquien, deren Überführung besonders der geistlichen Aufwertung des zukünftigen Stiftes Quedlinburg dienen sollte. Heinrich trachtete nach der Heiligen Lanze, da sie als Christusreliquie anzusehen war. Gegenüber Rudolf II. soll Heinrich wegen der Heiligen Lanze sogar mit Krieg gedroht haben. Die Geschichtswissenschaft schlussfolgert, dass Rudolf II. von Burgund die Heilige Lanze bei seinem urkundlich bezeugten Aufenthalt auf dem Wormser Hoftag im Jahr 929 übergeben habe. Nach neuester Forschung ist es jedoch unsicher, ob die in Wien verwahrte Heilige Lanze König Heinrich jemals und in welcher Gestalt übergeben wurde. Während der Herrschaftskrise der westfränkischen Karolinger sandte Karl der Einfältige einen Hilferuf an Heinrich und bot ihm die Hand des heiligen Dionysius an. Vom Lothringer Abt der Servatiusabtei forderte Heinrich die Überreste des Heiligen, erhielt jedoch nur dessen Stola und Stab. Der Transfer von Heiligenreliquien nach Sachsen und ins ostfränkische Reich hatte schon in der Karolingerzeit begonnen; von Heinrich wurde er erheblich gesteigert.

### Adelspolitik
Heinrich löste Spannungen und Konflikte mit dem Adel, indem er seine Kontrahenten zu Freunden (amici) machte. Das Verhältnis zwischen Königtum und den Herzögen von Schwaben, Franken und Bayern wurde durch Freundschaft und weitgehende Selbstständigkeit bestimmt, allerdings erst nach einem demonstrativen Akt der Unterordnung. Anders als sein Vorgänger Konrad versuchte Heinrich nicht, sich die Vorrechte und Machtmittel des karolingischen Königtums anzueignen, sondern überließ diese außerhalb seines eigenen Herrschaftsbereiches den Herzögen, die in ostfränkischen regna die Führungsposition übernommen hatten. Die bestehenden Machtverhältnisse und der Herrschaftsverzicht außerhalb Sachsens wurden von Heinrich zwar anerkannt, allerdings verpflichteten sich ihm die Herzöge zu dauerhafter Unterstützung und leisteten Heeresfolge auf Kriegszügen. Die Herzöge erscheinen somit als Erste nach dem König und waren die Ranghöchsten, wenn sie am Königshof erschienen. Herzogssiegel und -urkunden sowie herzogliche Münzen belegen, dass den Herzögen auch Zeichen der königlichen Herrschaftsrepräsentation zugestanden wurden.
Schwaben und Bayern blieben königsferne Regionen. Die Herzöge hatten Anteil an der Königsmacht und ersetzten dort gleichsam die königliche Präsenz. In den süddeutschen Herzogtümern scheint das karolingische Königsgut mit den herzoglichen Grundlagen verschmolzen zu sein, so dass dem König die materiellen Grundlagen zur Hofhaltung entzogen waren. Der König hatte nach der Huldigung der Herzöge diese Regionen wohl nicht mehr persönlich betreten und nie mehr dort beurkundet. Von 913 bis 952 ist überhaupt keine in Schwaben oder Bayern ausgestellte königliche Urkunde überliefert. Doch scheint eine gleichmäßige Königspräsenz im Reich keineswegs notwendig gewesen zu sein. Unter Heinrichs Sohn Otto wurde der Großteil der Urkunden für bayerische und schwäbische Empfänger in den politischen Zentralräumen ausgestellt. „Daß der König nicht selbst nach Schwaben kam, sagt also für sich noch nichts aus über die Intensität seiner Verbindungen mit dem Herzog und den Großen des Herzogtums.“ Die seit 952 einsetzenden friedlichen Züge in die süddeutschen Herzogtümer galten niemals speziell den dortigen Angelegenheiten, sondern waren durch die Italienpolitik bedingt. Erst um das Jahr 1000 unter Heinrich II. werden alle Teile des Reiches vom König regelmäßig besucht.
Mit Ausnahme der Besetzung von Herzogtümern, wo Königsnähe und Königsverwandtschaft vor dem eigentlichen Erbrecht die entscheidenden Voraussetzungen waren, haben die Liudolfinger seit Heinrich die prinzipielle Erblichkeit der Grafenwürde und anderer Ämter in den Adelsherrschaften anerkannt – ein Vorgang, den die Karolinger bis zuletzt zu verhindern suchten. Diese Entwicklung griff allerdings grundlegend in die Sippen- und Familienstrukturen ein und führte unter Heinrichs Sohn Otto zu Konflikten, da sie die Ansprüche der vornehmeren und königsnäheren Männer beschnitt.

### Verhältnis zur Kirche

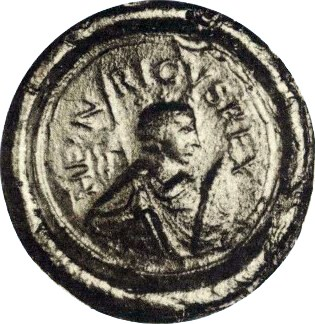
Siegel Heinrichs I. an einer Urkunde vom 18. Oktober 927. Das Siegel zeigt Heinrich als den triumphierenden Heerführerkönig, durchaus in spätantiker Tradition, wie er, vom Betrachter abgewandt, im Halbprofil zu sehen ist. Die Herrscher erscheinen seit 909 unter Ludwig dem Kind in deutlicher Abweichung zu den bisherigen Siegeltypen der Karolinger in Halbfigur, nach links gewendet, mit schmalem Diadem oder Kreuz, die Fahnenlanze geschultert und den Schild erhoben. Es ist das alleinige Siegelbild der ostfränkischen Könige.

Heinrich stellte sich in die Kontinuität des fränkischen Königtums und Reiches. In der Karwoche 920 besuchte er zum ersten Mal Fulda, wo sein Vorgänger Konrad begraben lag, und bestätigte die von Ludwig und Konrad verliehenen Privilegien. Heinrich ist wohl auch mit fränkischen Reichsbischöfen Freundschaftsbündnisse (amicitia) eingegangen. Zu den Bischöfen wurde die Gebetsverbrüderung hergestellt. Unter seiner Herrschaft hat sich im Stift Gandersheim, dem liudolfingischen Memorialort, die Anzahl der dort in Gebetsgedenken aufgenommenen Bischöfe auf fast die Hälfte aller zwischen 919 und 936 verstorbenen Reichsbischöfe erhöht. Heinrich ließ sich 923 zusammen mit zehn Reichsbischöfen und mehreren Reichsäbten in das Fuldaer Diptychon eintragen. Der hohe Klerus übernahm die Gebetshilfe gegen die ungarische Bedrohung sowie für König und Reich. Nur wenige Fälle sind bekannt, bei denen Heinrich die Wiederbesetzung vakanter Bistümer verfügt hat. Mehr als für andere Herrscher in der Ottonen- und Salierzeit dürfte für Heinrich gelten, dass er auf divergierende Interessen innerhalb der Familie, der Hofkapelle und des Episkopats sowie auf verschiedene Gruppen des Adels Rücksicht zu nehmen hatte. In Lothringen versuchte Heinrich durch die personelle Besetzung von Bistümern seiner Herrschaft weiteren Rückhalt zu geben. Mit der Berücksichtigung des Matfridingers Bernoin bei der Besetzung des Bischofsamtes im Bistum Verdun wurde die nach den Reginaren zweitstärkste Adelssippe geehrt und den herrschaftlichen Ambitionen Giselberts von Lothringen ein Rückschlag zugefügt. Auf den Bischofsstuhl von Metz hat Heinrich 927 mit dem Schwaben Benno einen Landfremden befördert. Doch akzeptierten die Metzer Benno nicht und machten ihn in seinem zweiten Amtsjahr durch Blendung amtsunfähig. Weitere Investituren lassen sich in Lothringen nicht nachweisen.
Der bischöfliche Königsdienst scheint zu Heinrichs Zeiten nur schwach ausgeprägt gewesen zu sein. Der König hat seinen Aufenthalt wohl eher in Pfalzen genommen und somit auf Reichsgut zur eigenen Versorgung zurückgegriffen. Als enger Vertrauter Heinrichs dürfte trotz der Salbungsablehnung der Mainzer Erzbischof Heriger gelten, der seit 922 Erzkanzler war.

### Maßnahmen zur Ungarnabwehr
Den einfallenden Ungarn stand Heinrich 924 und 926 machtlos gegenüber. Durch einen glücklichen Zufall gelang es jedoch, einen ungarischen Fürsten gefangen zu nehmen, für dessen Freilassung sich die Ungarn auf einen neunjährigen Waffenstillstand einließen. In diesem Zeitraum mussten trotzdem Tribute an die Ungarn gezahlt werden. Auf dem Wormser Hoftag wurden im November 926 Maßnahmen zur Ungarnabwehr vereinbart, um für die militärische Auseinandersetzung nach Auslaufen des Abkommens gerüstet zu sein. Widukinds Darstellung wird durch eine ganze Reihe von Zeugnissen in Geschichtsschreibung, in Wunderberichten und Urkunden gestützt und bezeugt, dass gleichartige Bemühungen reichsweit durchgeführt wurden. Die Aktivitäten Heinrichs und der Fürsten wurden im Kloster Hersfeld auf ein decretum zurückgeführt. Den Schutz der Menschen vor Überraschungsangriffen sollte – gemäß Carl Erdmanns Forschungsbeitrag – eine sogenannte „Burgenordnung“ gewährleisten. Bei diesen Burgen des 10. Jahrhunderts handelte es sich um sogenannte „Ringwallanlagen“, die ein Gebiet von bis zu 15 Hektar ringförmig umschlossen. Sogenannte „Heinrichsburgen“, die – durch die Burgenordnung veranlasst – eigens neu errichtet worden wären, sind nach bisherigem Forschungsstand nicht nachweisbar.
Feste und Versammlungen sollten nur noch in geschützten Burgen abgehalten werden. Als zweite Maßnahme wurden in Sachsen unter den „ländlichen Kriegern“ (agrarii milites) je neun zu einer Solidargruppe zusammengezogen. Einer sollte seinen Wohnsitz innerhalb der Burgen haben, damit er für die acht anderen Unterkünfte errichten und ein Drittel der Ernte verwahren könne. Die übrigen acht sollten die Güter des neunten mitbewirtschaften. Als weitere Maßnahme zur Abwehr der Ungarn erfolgte der Aufbau einer Reitertruppe.
Zu den Vorbereitungen auf den Ungarnkampf gehörte auch ein pactum (Einung) des Königs mit dem populus (Volk) über das Wohlergehen und die Fürsorge für die Kirche. Heinrich versprach, künftig auf Simonie zu verzichten. Nachweislich kam es nun zu Restitutionen von Kirchengut, das zur Ausstattung der Vasallen enteignet worden war. Übergriffe auf Kirchengut waren in Zukunft einzustellen. Welche Gegenleistungen die Kirchen dafür in Aussicht stellten, ist nicht überliefert. Doch sind diese vor allem in Form von Gebeten zu erwarten, die Gottes Hilfe für den Ungarnkrieg herbeiflehen sollten.

#### Slawenfeldzüge 928/929

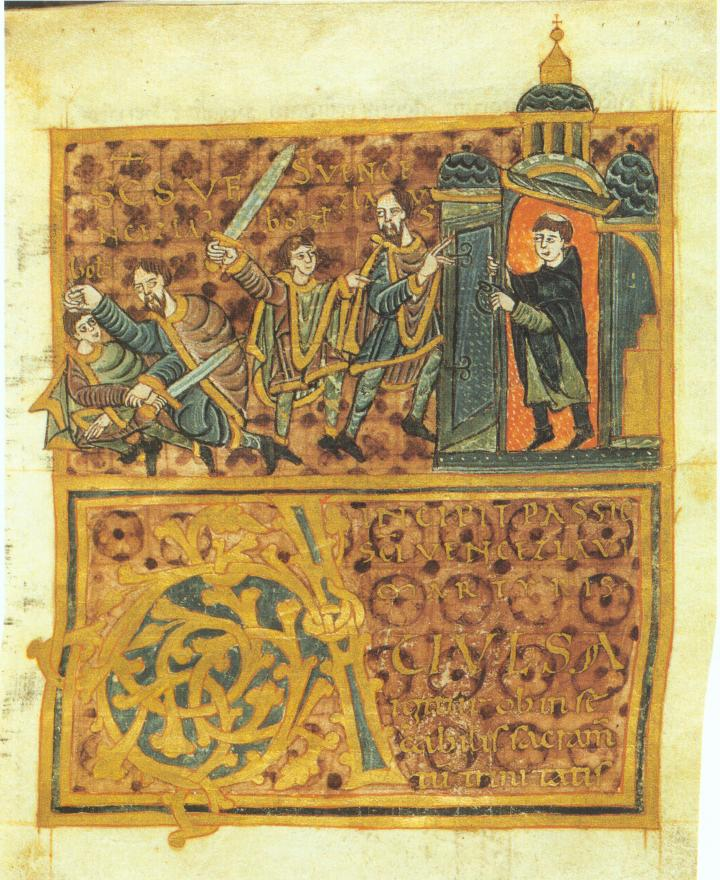
Vita des hl. Wenzel. Ermordung Wenzels durch seinen Bruder Boleslav. Wolfenbüttel, Herzog August Bibliothek, Guelf. 11,2 Augusteus 4, fol. 21r.

Während der Zeit des Friedensabkommens mit den Ungarn führte Heinrich sein Heer in mehreren Feldzügen gegen die Slawen. Die Intensivierung militärischer Aktionen gegen die Slawen stand nach Widukind im Zusammenhang mit dem bevorstehenden Ungarnkampf. Das Verhältnis der Slawen zu den Sachsen war durch gegenseitige Rache- und Beutezüge geprägt. Von den Sachsen sind keine Bestrebungen überliefert, die heidnischen Stämme der Slawen in das ostfränkische Reich einzugliedern und zum christlichen Glauben zu zwingen. Als erste Maßnahme griff Heinrich die Heveller an. Das militärische Unternehmen wurde mit dem Winterfeldzug 928/29 und der Eroberung des Hauptortes Brennaborg/Brandenburg abgeschlossen. Anschließend griff Heinrich die Daleminzier an. Bei der Eroberung eines ihrer Hauptorte – der Burg Gana – wurden alle Erwachsenen umgebracht und die Kinder versklavt. Heinrichs ausgesprochene Härte gegen Fremde (extranei) wird von Widukind der Milde gegen innere Rebellen gegenübergestellt. Möglicherweise sollte das Daleminzierland als Ausgangsbasis für die Ungarnzüge schon im Vorfeld geschwächt werden. Heinrich soll es dabei auch um den Schutz seiner Hausgüter in Merseburg gegangen sein. Im Anschluss zog Heinrich mit Unterstützung des bayerischen Herzogs Arnulf in Richtung Böhmen weiter. Herzog Wenzel, der sich nach Prag zurückgezogen hatte, unterwarf sich ohne größere Gegenwehr und verpflichtete sich zu regelmäßigen Tributzahlungen. Wenzel wurde am 28. September 935 von seinem Bruder Boleslaw ermordet. Erst unter Heinrichs Sohn Otto gelang es im Sommer 950, Boleslaw zur Unterwerfung und Heeresfolge zu zwingen.
Heinrichs militärische Aktionen brachten Abodriten, Wilzen, Heveller, Daleminzier, Böhmen und Redarier in tributpflichtige Abhängigkeit. Auf die kriegerischen Ausgriffe der Sachsen antworteten die Slawen mit einem Vergeltungsschlag, indem sie die Burg Walsleben angriffen und alle Bewohner der Burg töteten. Der als Reaktion folgende Kriegszug gegen die Slawen führte am 4. September 929 bei Lenzen unter der Führung der sächsischen Grafen Bernhard und Thietmar zu einer verlustreichen Niederlage der Redarier. Alle Gefangenen wurden dabei getötet. Im Jahr 932 wurden die Lausitzer und Milzener und 934 die Ukranen tributpflichtig gemacht.
Unklar ist allerdings, ob Heinrich ein Gesamtkonzept für seine Politik gegenüber den Elbslawen entwickelt hatte, das über bloße Tributherrschaft hinausging. Eine direkte, organisierte Herrschaft haben die Ottonen gegenüber den Elbslawen nicht errichtet. Die militärischen Züge über die Elbe dienten zur Verteidigung der sächsisch-thüringischen Ostgrenze und waren eine sächsische Angelegenheit. Nie wurde dabei im 10. Jahrhundert ein Reichsheer aufgeboten. Die Beziehungen werden in den Quellen einerseits durch Repressalien und Vergeltungszüge von abschreckender Grausamkeit, andererseits aber durch Verhandlungen und Beziehungen von eher nachbarschaftlichem Charakter dargestellt. Nach Wolfgang Giese sollten die unterworfenen Slawengebiete auf Dauer Heinrichs herrschaftspolitischer Erfassung unterstellt werden. Im ostfränkischen Reich gab es für Heinrich nur wenige Möglichkeiten, das Ehr- und Besitzstreben des Adels zu stillen. Jenseits von Elbe und Saale bot sich dem Adel ein weites Betätigungsfeld: Kriege mussten geführt, Beute konnte gemacht werden, lukrative Ämterpositionen waren zu vergeben, und dem Erwerb von Grund und Boden waren kaum Grenzen gesetzt.
Durch die Einrichtung von „Marken“, über die jeweils einzelne sächsische Große wachten, wurde die Kontrolle der slawischen Völker geregelt. Zur Überwachung und militärischen Sicherung des Umlandes wurde die Burg Meißen gegründet. Vor den Mauern des Grenzortes Merseburg siedelte Heinrich mit der Merseburger Schar (legio Mesaburionum) einen militärischen Verband aus Kriegern an, die wegen Raubes oder Totschlags aus ihrer Heimat verbannt waren. Ihnen wurde wegen ihrer Körperkraft und Kriegstauglichkeit ihre Strafe erlassen. Sie sollten von Merseburg aus bei Repressalien im Slawenland eingesetzt werden.

#### Sieg über die Ungarn 933

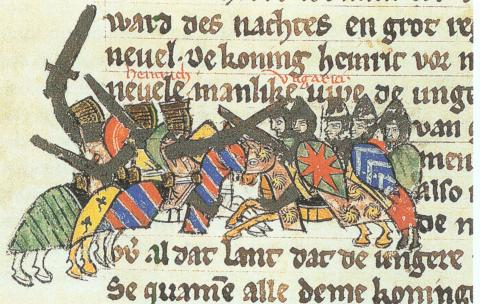
Heinrich I. kämpft gegen die Ungarn, Sächsische Weltchronik, um 1270. Gotha, Forschungs- und Landesbibliothek, Ms. Memb. I 90, fol. 85v

Anfang der 930er Jahre mehren sich Einträge adeliger Gruppen in die Gedenkbücher großer Klöster, wie St. Gallen, Reichenau, Remiremont oder Fulda. Die Gebetsverbrüderungen förderten das Einheitsgefühl und die Friedenswahrung unter den adeligen Angehörigen des Reichs. Die zugleich eintretende Intensivierung des klösterlichen Gebetsdienstes galt aber auch einer moralischen Vorbereitung auf den Krieg. Nach den jahrelangen Vorbereitungen verweigerte Heinrich den ungarischen Gesandten wohl 932 die Tribute. Anfang März 933 erschienen die Ungarn an den Grenzen Sachsens und Thüringens. Den Beginn der Schlacht hatte Heinrich auf den Tag des Heiligen Longinus gelegt. Damit wollte er offensichtlich die siegbringende Kraft der kurz zuvor von dem burgundischen König Rudolf II. erworbenen und dem Longinus zugewiesenen Heiligen Lanze in den Mittelpunkt der Bitte um himmlischen Beistand stellen. Am 15. März 933 schlug Heinrichs Heer die Ungarn in der Schlacht bei Riade, einem nicht sicher identifizierten Ort, wohl an der Unstrut. An der Schlacht sollen nach Meinung des Großteils der Forschung alle Völker (gentes) des ostfränkischen Reiches beteiligt gewesen sein, also etwa Bayern, Schwaben, Franken, Lothringer, Sachsen und Thüringer. Heinrichs Sieg hinterließ auch im Westfrankenreich nachhaltigen Eindruck. Der Chronist Flodoard von Reims berichtet, 36.000 Ungarn hätten in der Schlacht ihr Leben gelassen. Eine Angabe, die in der Forschung aber als wenig glaubwürdig gilt.
Besonders an Heinrichs Schlachtensieg akzentuiert Widukind die Gottunmittelbarkeit des Königs. Nach dem Sieg soll das Heer Heinrich als „Vater des Vaterlandes und Imperator“ gepriesen haben. Heinrich erscheint durch den Sieg als der von Gott bestätigte Herr des Reiches und Beschützer der Christenheit. Die Bedeutung des Sieges verdeutlichen Dankgottesdienste und der vielleicht vom König selbst angeordnete Eintrag zum 15. März in liturgischen Handschriften: „König Heinrich, der die Ungarn schlug“. Den Sieg über die Ungarn ließ Heinrich auf einem Wandgemälde im Thronsaal der Merseburger Pfalz verewigen. Nach dem Tod Heinrichs wenige Jahre später fiel Merseburg jedoch an seinen Sohn Heinrich und war folglich mitsamt dem Gemälde der Herrschaftsrepräsentation entzogen.

### Nachfolgeregelung („Hausordnung“ von 929)

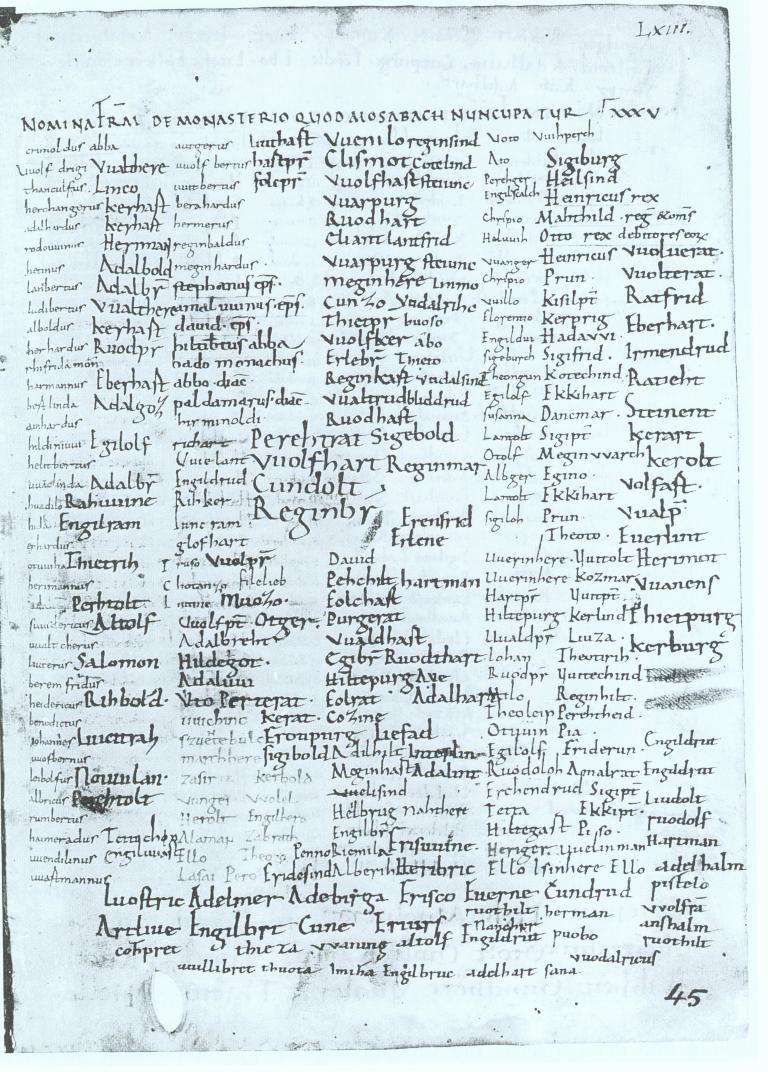
Namenseinträge König Heinrichs I. und seiner Familie von 929 im Reichenauer Verbrüderungsbuch. In der zweiten Spalte rechts steht unter Heinricus rex seine Gemahlin Mathild[e] reg[ina], dann ihr ältester Sohn Otto I. schon mit Königstitel (Otto rex).

Nach der politischen und militärischen Konsolidierung seines Herrschaftsgebiets versuchte Heinrich, seine Nachfolge zu regeln. Heinrich hatte, neben Thankmar aus seiner ersten Ehe mit Hatheburg, mit seiner zweiten Gemahlin Mathilde die Söhne Otto, Heinrich und Brun sowie die Töchter Gerberga und Hadwig. In einer 929 ausgestellten Urkunde für seine Gemahlin werden die Grundzüge seiner Nachfolgepolitik erkennbar. Am 16. September 929 garantierte Heinrich auf einem Hoftag in Quedlinburg seiner Gemahlin Mathilde mit Zustimmung der Großen und seines Sohnes umfangreiche Besitzungen in Quedlinburg, Pöhlde, Nordhausen, Grone und Duderstadt als ihr Wittum. Der vom König formulierte Urkundentext (D HI, 20) lautete, „haben wir es für passend gehalten, auch über unser Haus mit Gottes Beistand in geordneter Weise Vorsorge zu treffen.“ ([…] placuit etiam nobis domum nostram deo opitulante ordinaliter disponere.) Karl Schmid leitete in zwei Aufsätzen aus den Jahren 1960 und 1964 aus dem Urkundentext eine in der Forschung vieldiskutierte „Hausordnung“ ab. Schmid deutete alle erkennbaren Maßnahmen des Jahres 929 als zusammengehörige Teile eines systematischen Ganzen, an dessen Gipfelpunkt Otto als Nachfolger in der Königsherrschaft 929 offiziell designiert wurde. In der Mediävistik fand Schmids These breiten Anklang und stieß nur auf wenig Kritik. Nach jüngsten Forschungsergebnissen basieren zentrale Punkte von Schmids Argumentation jedoch auf schwierigen Urkunden, die auch als Fälschungen angesehen werden können. Eine fachliche Auseinandersetzung mit diesen urkunden- und textkritischen Ausführungen steht allerdings noch aus.
Angesichts einer Fülle von Indizien wird deutlich, dass sich die Thronfolge Ottos des Großen schon lange vor dem Tod Heinrichs angebahnt hatte. Dies war keineswegs selbstverständlich, denn karolingische Praxis war es, das Reich unter den legitimen Söhnen aufzuteilen. Mit der Abkehr von dieser Praxis war die Individualsukzession begründet, die Unteilbarkeit des Königtums und des Reiches, die auch Heinrichs Nachfolger beibehalten sollten. Als Zeichen der Stärke der Königsherrschaft wird man diese Maßnahme jedoch nicht sehen können. Heinrich war vielmehr gezwungen, auf die duces Rücksicht zu nehmen: Er konnte das Reich nicht mehr teilen.
Otto erscheint bereits 929/930 in den Geschichtswerken als rex (König) und damit als alleiniger Erbe des Königstitels. 929 wurde Heinrichs jüngster Sohn Brun für eine geistliche Laufbahn dem Bischof Balderich von Utrecht zur Erziehung übergeben. Zu diesem Zeitpunkt fanden wohl auch Verhandlungen mit dem englischen Königshaus statt. Der englische König Aethelstan, der mit dem heiligen König Oswald einen Vorfahren hatte, der im Kampf gegen die Heiden gefallen war und zu den christlichen Märtyrern zählte, schickte seine Schwestern Edgith und Edgiva als mögliche Gemahlinnen Ottos nach Sachsen, wollte die Entscheidung aber Otto überlassen. Heinrichs Bemühen um eine Anbindung seines Hauses an Dynastien außerhalb seines Reiches war im ostfränkischen Reich unüblich gewesen. Neben der zusätzlichen Legitimation durch die Verbindung mit einem anderen Herrscherhaus drückte sich darin auch eine Stärkung des Sachsentums aus, da sich die englischen Herrscher auf die im 5. Jahrhundert auf die Insel ausgewanderten Sachsen beriefen.
Eine Personenliste im Verbrüderungsbuch der Abtei Reichenau, die nach der Verheiratung von Ottos Schwester Gerberga (929) und vor Ottos Hochzeit mit der angelsächsischen Königstochter Edgith (929/930) entstand, führt Otto genau wie seinen Vater als rex (König). Keiner der übrigen Verwandten, kein weiterer Sohn führte diesen Titel. Die Erschließung des Eintrages in den 1960er Jahren durch Karl Schmid belegt, dass in 929/930 wohl offizielle Festlegungen hinsichtlich der Nachfolgefrage getroffen wurden. Offenbar sollte nur einer der Söhne, der älteste, künftig die Königswürde innehaben.
Die besondere Bedeutung der Vorgänge wird auch am Itinerar des Königs deutlich. Es greift weiter aus als bisher und berührt alle Teile der Francia et Saxonia („Franken und Sachsen“). Nach der Hochzeit Ottos mit Edgith im Jahr 930 stellte Heinrich den designierten Thronfolger in Franken und in Aachen den Großen der jeweiligen Region vor, um deren Zustimmung für die Thronfolgeregelung einzuholen. Es fehlt jedoch jeder Beleg einer herrscherlichen Tätigkeit in den Jahren 930 bis zu Ottos Herrschaftsantritt 936.

### Letzte Jahre und Quedlinburg als Memorialort

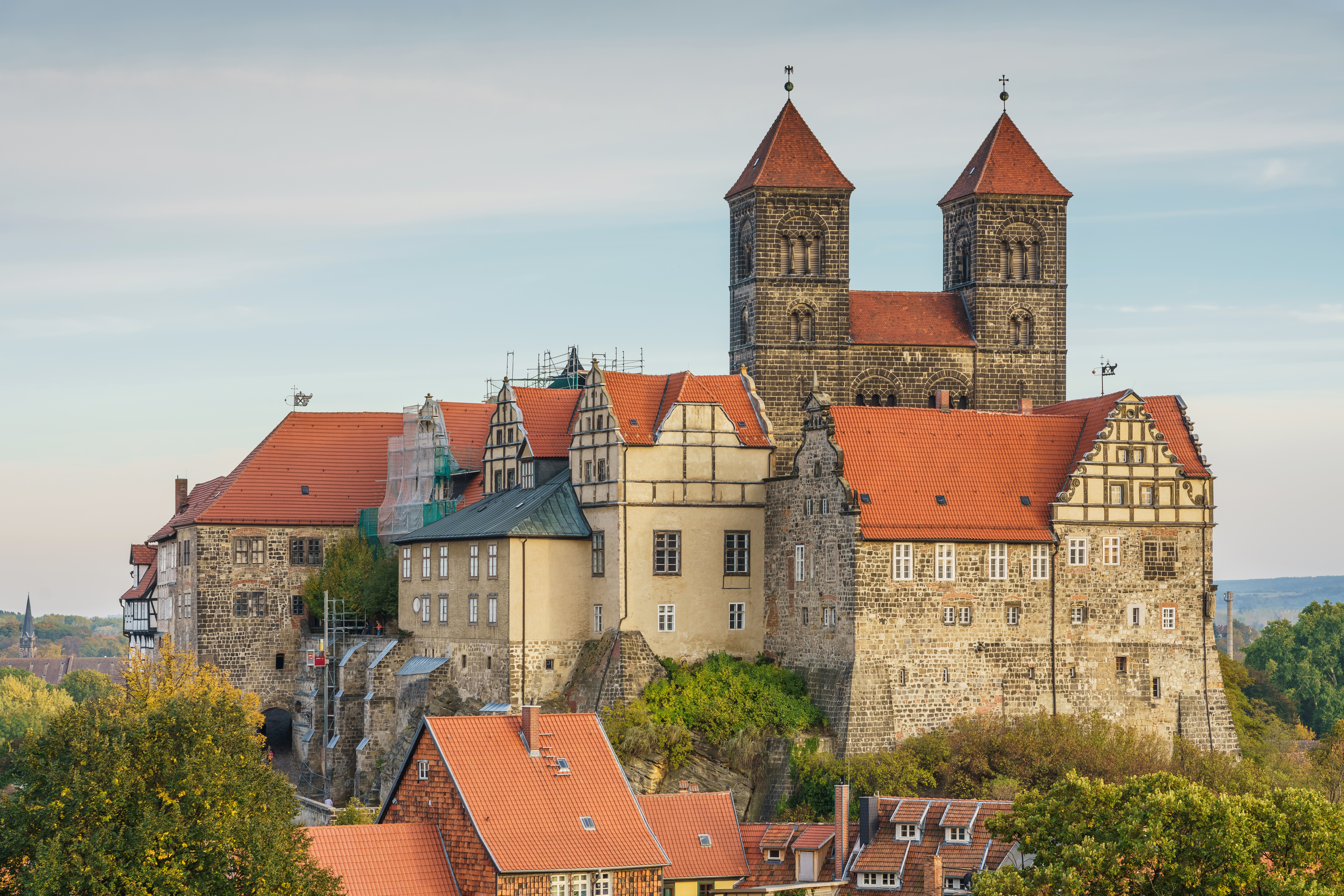
Stiftskirche Quedlinburg

Im Jahr 934 konnte Heinrich durch einen Angriff den Dänenkönig Knut, der bis Haithabu beim heutigen Schleswig herrschte, zur Unterwerfung, Tributzahlung und auch zur Annahme des christlichen Glaubens bewegen. Gegen Ende seines Lebens soll Heinrich – nach Widukind – einen Romzug geplant haben, den jedoch eine Krankheit vereitelt habe. In Ivois am Chiers an der Grenze des westfränkischen und ostfränkischen Reiches fand 935 ein Dreikönigstreffen statt. Heinrich bekräftigte und erneuerte dort Freundschaftsbündnisse mit dem burgundischen König Rudolf II. und dem westfränkischen König Rudolf. Gegen Ende des Jahres 935 erlitt Heinrich auf der Jagd im Harz wohl einen Schlaganfall. Doch er erholte sich noch so weit, dass er einen Hoftag einberufen konnte. Im Frühsommer 936 wurde in Erfurt über den Zustand des Reiches beraten (de statu regni). Heinrich empfahl den Großen nochmals eindringlich Otto als seinen Nachfolger. Nach der Designation Ottos hat Heinrich seine übrigen Söhne mit Landbesitz und Wertgegenständen (praedia cum thesauris) abgefunden. Von Erfurt begab sich Heinrich nach Memleben. Dort erlitt er erneut einen Schlaganfall und starb am 2. Juli 936. Heinrichs Leichnam wurde in Quedlinburg bestattet. Mathilde überlebte Heinrich um mehr als dreißig Jahre und fand an seiner Seite ihre Ruhestätte. Nach neuen bauhistorischen Erkenntnissen lag Heinrich mit seiner Gemahlin Mathilde mindestens bis zum Jahre 1018 am ursprünglichen Bestattungsort. Sein weiterer Verbleib ist unbekannt.
Mit Quedlinburg hatte sich Heinrich einen eigenen Memorialort geschaffen, obwohl die Memoria der liudolfingischen Familie zuvor in Gandersheim gepflegt worden war. Die Sachsenforscherin Babette Ludowici schließt aus Adelsgräbern des 5. Jahrhunderts, dass Quedlinburg „in der Zeit um 900 ein für die Elite Ostsachsens seit Generationen mit Bedeutung aufgeladener Platz war“. Heinrich habe daher diesen Ort für seine Inszenierung als König und für sein Verhältnis zu den (ost-)sächsischen Adelsgeschlechtern genutzt. Vor allem die günstige Lage an der Kreuzung wichtiger Verkehrswege und die guten naturräumlichen Voraussetzungen erklären, warum Heinrich sich für Quedlinburg entschied. Heinrichs Beziehungen zu diesem Ort lassen sich seit dem Osterfest 922 nachweisen. Es ist zugleich die älteste bekannte schriftliche Erwähnung des Ortes. Von vier lokalisierbaren Osterfeiern lassen sich drei mit Quedlinburg in Verbindung bringen. Damit versuchte er, eine Tradition zu begründen, die seine ottonischen Nachfolger bis Heinrich II. fortsetzten.
Die Schriftzeugnisse des 10. und 11. Jahrhunderts entwerfen das Bild einer überaus gewissenhaften Memorialpflege der Königinwitwe Mathilde in Quedlinburg. Das Gedenken an das Königspaar wurde auch nach Einführung der Reformation 1540 im Quedlinburger Stiftgebiet fortgesetzt. In der Frühen Neuzeit wandelte sich die liturgische Memoria hin zu einer Erinnerung an Heinrich als Stiftsgründer, der sogar als Kaiser angesehen wurde. Der Quedlinburger Schautaler zeigte Heinrich anlässlich des hundertjährigen Reformationsjubiläums im Jahr 1617 als Kaiser. Das Quedlinburger Stift wollte als kaiserliche Gründung in politisch unruhigen Zeiten Prestige und Unabhängigkeit betonen.

## Wirkungsgeschichte

### Wandel im Herrschaftsverständnis unter Otto I.
Heinrichs weitgehend durch innere Befriedung und Einung gekennzeichnete Regierungszeit endete 936 mit dem Herrschaftsantritt seines Sohnes Otto I. Für Heinrichs Nachfolger ging die Bedeutung formeller Freundschaftsbündnisse zurück. Otto missachtete in den ersten Jahren die Bedingungen des von seinem Vater geschaffenen Ausgleichs und wies Ansprüche einzelner Herrschaftsträger bei der Ämtervergabe zurück. Seine Entscheidungen richteten sich nicht zuletzt gegen „Freunde“ des Vaters, der diesen „nie etwas verweigert hatte“. Heinrichs Erbregelungen trugen wesentlich zu den nun ausbrechenden Konflikten bei. Die Praxis, dem ältesten Sohn das ganze Reich zu vererben, ließ den nachgeborenen Sohn Heinrich zum Rebellen werden. Die vielfältigen kleinen Aufstände, die die erste Herrschaftskrise auslösten, konnten erst 941 beigelegt werden.
Gerd Althoff und Hagen Keller führten den Bruch der betont auf Gleichrangigkeit beruhenden Freundschaftsbündnisse auf ein gewandeltes Herrschaftsverständnis des Königs zurück. Ottos Maßnahmen zielten auf die Durchsetzung herrscherlicher Entscheidungsgewalt, und er missachtete dabei bewusst adlige Ansprüche. Dies führte zu den Krisen und Konflikten in Ottos Anfangsjahren. Dagegen betont Matthias Becher, dass es bei den Auseinandersetzungen mit Eberhard, dem „Königsmacher“ von 919, vor allem um dessen Stellung als secundus a rege, eines Zweiten nach dem König, ging, die Otto zur Klärung der Situation innerhalb der Königsfamilie wohl seinem Bruder Heinrich zugedacht hatte.

### Heinrich im Urteil der ottonischen Geschichtsschreibung
Schriftlichkeit verlor zu Beginn des 10. Jahrhunderts erheblich an Bedeutung. Aus den Jahren 906 bis 940 sind außer knappen Annalennotizen keine zeitgenössischen Quellen des ostfränkischen Reiches erhalten. Erst ab der Mitte des 10. Jahrhunderts entstand eine ganze Reihe von Geschichtswerken (Widukind, Liudprand, Hrotsvit oder Thietmar von Merseburg), die als Gegenstand die Vorgeschichte und die Geschichte der eigenen Zeit, ja des ottonischen Herrscherhauses selbst behandeln. Die ottonischen Geschichtswerke wurden zu einem Zeitpunkt verfasst, als die Position der Liudolfinger als Könige im ostfränkisch-deutschen Reich gefestigt war und Otto der Große sogar nach der Kaiserkrone greifen konnte. Ihre Nachrichten über die Zeit Heinrichs I. sind keine Primärinformationen, sondern Erinnerungen und geben den Kenntnisstand sowie die Perspektive aus der Zeit Ottos I. und Ottos II. wieder.
Die wichtigste Quelle für die Ereignisgeschichte Heinrichs I. ist die Sachsengeschichte Widukinds von Corvey. Widukind, der um das Jahr 941/942 in das Kloster Corvey eintrat, verfasste um 967/968 eine Geschichte der Sachsen, die er Heinrichs etwa dreizehnjähriger Enkelin Mathilde widmete. Widukinds Werk schildert die Geschichte der Sachsen von der Landnahme einer kleinen Seefahrerschaft aus dem 6. Jahrhundert über die glückliche Behauptung gegenüber Thüringern und Franken bis zur Erlangung der Vormachtstellung, die sie unter ihrem König Otto in der Zeit, als Widukind schrieb, als Herren Europas erscheinen lässt. Heinrich gilt dabei „nur“ als letzte Vorstufe zur sächsischen Vollkommenheit, die mit seinem Sohn Otto erreicht wird.
Die ottonische Historiographie betont bei der Würdigung der Gesamtleistung Heinrichs I. die Befriedung, Einung, Integration und Stabilisierung des Reiches. Heinrich gelang es, das von Gewalttaten, Gegensätzen und Kämpfen zerrissene Reich zu befrieden. Selbst die kurzen annalistischen Nachrichten zur Regierungszeit Heinrichs betonen mehrfach die Herstellung des Friedens als das Hauptziel des Königs. Widukind von Corvey beschreibt bereits die ersten Jahre Heinrichs I. unter dem Leitmotiv der Friedensstiftung und Einung. Mit dem für seine Zeit ungewöhnlichen Mittel der konsensualen Friedensstiftung und der siegreichen Kriegsführung gegen äußere Feinde wurde Heinrich für Widukind zum regum maximus Europae (größter unter den Königen Europas). Der spätere Erzbischof Adalbert von Magdeburg, der die Weltchronik Reginos von Prüm fortsetzte, führt den König in die Geschichte ein als „einen eifrigen Förderer des Friedens“ (precipuus pacis sectator), der seine Regierung mit „strenger Handhabung des Friedens“ begann.
Seit den 80er Jahren des 10. Jahrhunderts war Heinrich für die Kritiker wegen seiner Salbungsablehnung ein „Schwert ohne Knauf“ (ensis sine capulo). Dass ihm der Annalist Flodoard von Reims in seiner Darstellung den rex-Titel verweigerte, dürfte gleichfalls darin seinen Ursprung haben. In spätottonischer Zeit war Heinrich verstärkter Kritik durch den Merseburger Bischof Thietmar ausgesetzt. Nicht nur wird Heinrich der Salbungsverzicht als Sünde angerechnet, sondern wegen der kanonisch problematischen Ehe mit Hatheburg und der Zeugung des jüngeren Heinrich an einem Gründonnerstag wird ihm ein gravierender Verstoß gegen sittliche Normen vorgeworfen. In der verwerflichen Missachtung gebotener Abstinenz in der Nacht vor Karfreitag sah Thietmar eine Parallele zu dem Schicksal eines Magdeburger Einwohners, der für Ähnliches hart bestraft worden war. Das Geschlecht der Heinriche wurde durch Heinrichs Fehlverhalten mit dem Fluch des „Zanks“ beladen, und für die Würde des Königs, der Frieden zu stiften hatte, war ein „Zänker“ nicht geeignet. Erst 1002, mit dem Herrschaftsantritt Heinrichs II., sei „das böse Unkraut verdorrt und die strahlende Blüte heilsamen Friedens aufgebrochen“. Trotzdem wird Heinrichs Herrschaft positiv beurteilt, da er für Thietmar der eigentliche Gründer Merseburgs und Begründer der ottonischen Dynastie ist.

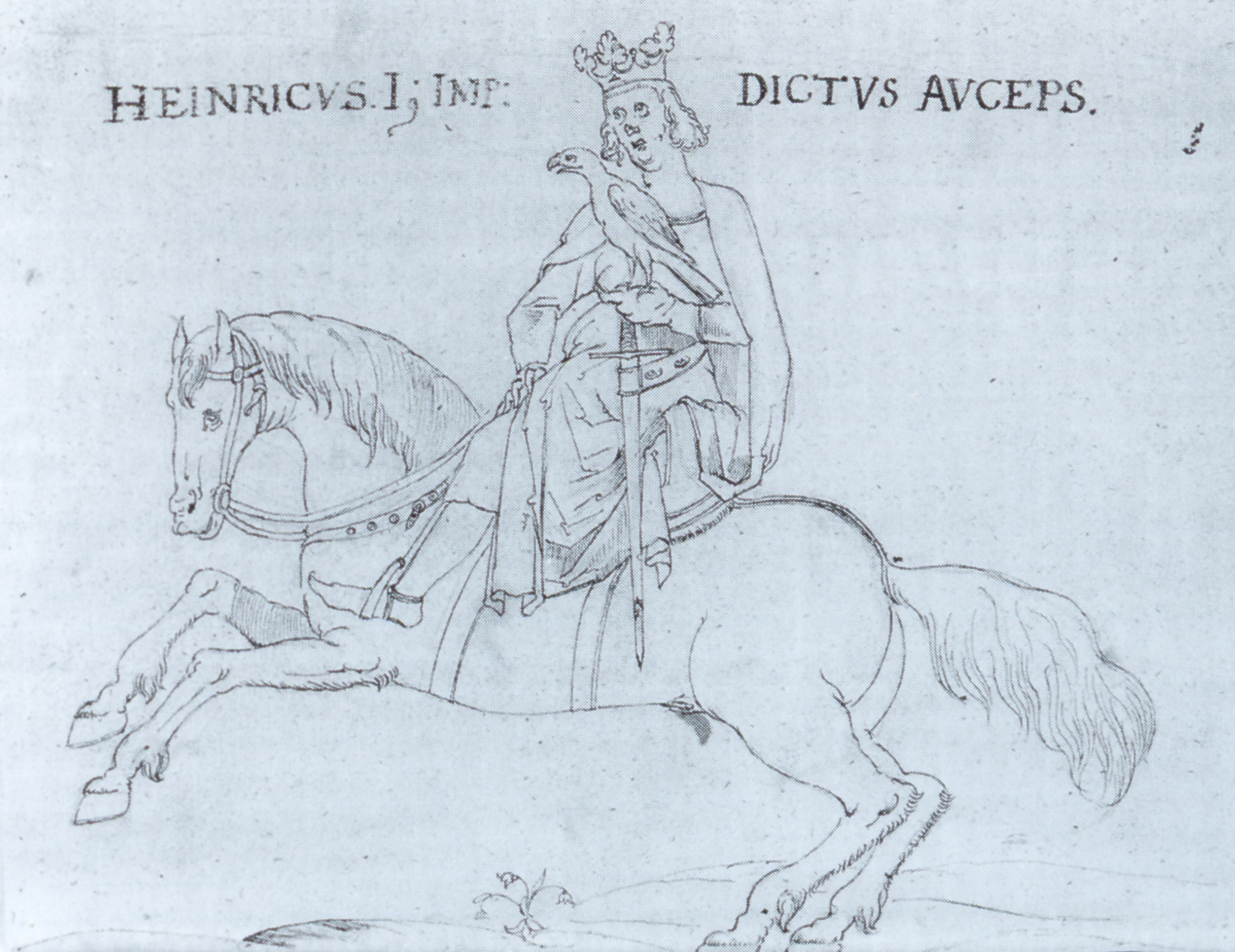
Heinrich I. mit Beizvogel (Zeichnung der noch in Fragmenten vorhandenen Stuckfigur des Dollingersaals von 1280 in Regensburg von Jeremias Grienewaldt 1611/14)

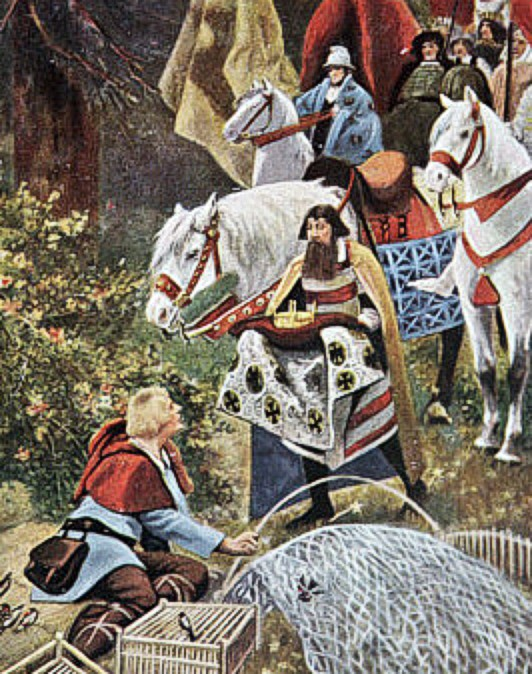
Heinrich wird beim Vogelstellen im Wald die Königskrone angetragen (Wandgemälde von Hugo Vogel im Merseburger Ständehaus, 1895)

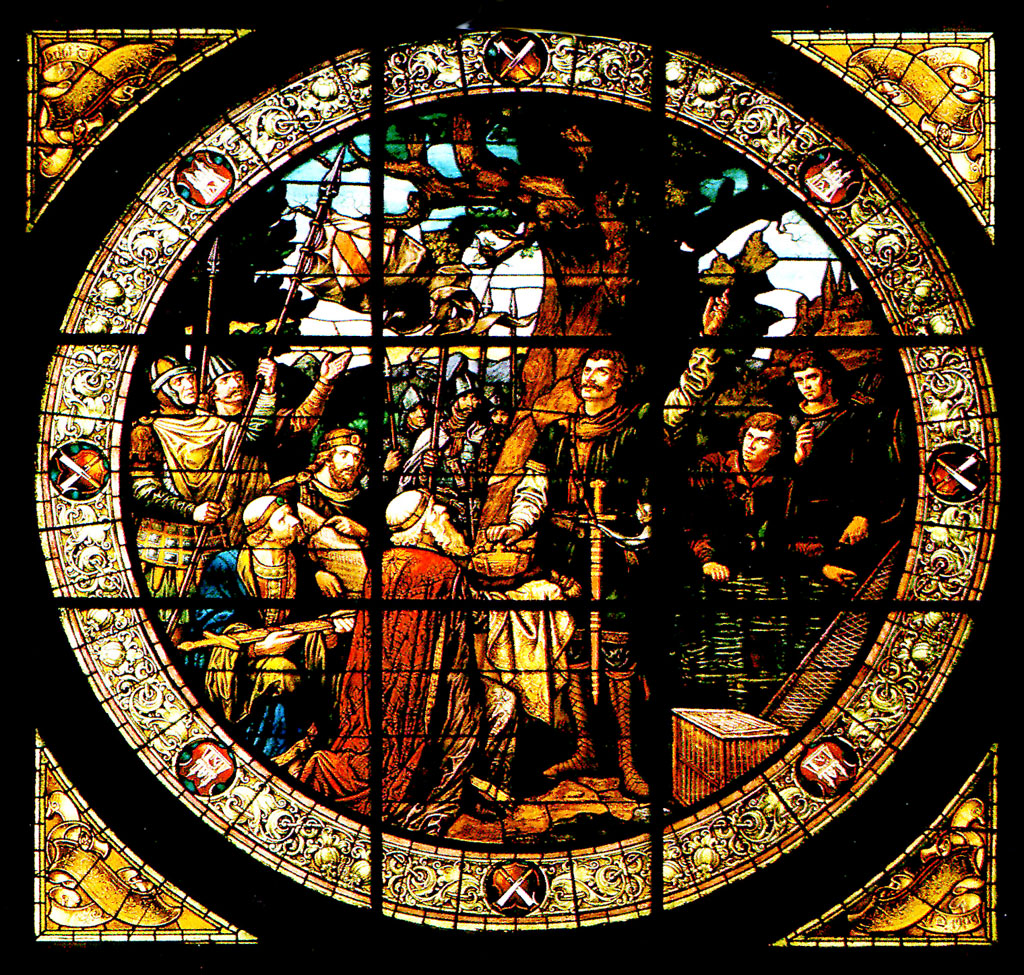
Die Krone empfängt Heinrich beim Vogelfang. Quedlinburger Glasmalereianstalt von Ferdinand Müller, Quedlinburg Rathaus, Ratssaal 1901.

### Literarisch-legendarische Rezeption
Die Lücken in der schriftlichen Überlieferung wurden im Hoch- und Spätmittelalter durch reiche Legendenbildung gefüllt, so dass Heinrich Beinamen wie Vogeler, Finkler, Burgenbauer, Städtegründer erhielt. In verklärenden Sagen schrieben die Pöhlder Annalen im 12. Jahrhundert, dass Heinrich mit dem Beinamen „der Vogler“ (auceps) Vögel jagte, als plötzlich fränkische Boten eintrafen, um ihm als König zu huldigen. Seit Georg Rüxners Anfang, Ursprung und Herkommen des Turniers in Teutscher Nation (1532) galt Heinrich auch als Stifter des deutschen Turnierwesens. 
Die Böhmische Chronik des Hajek von Libotschan (1541) überliefert die Sage, dass Heinrichs Tochter Helena von einem nicht standesgemäßen Liebhaber nach Böhmen entführt worden sei und mit diesem dort in jahrelanger Einsamkeit gelebt habe. Heinrich kehrte, als er sich auf der Jagd verirrt hatte, auf der Burg ein und fand die Tochter wieder. Daraufhin kommt er mit Heeresmacht zurück. Erst Helenas Drohung, mit ihrem Geliebten sterben zu wollen, bringt die Versöhnung mit dem Vater. Diese Episode wurde im 18. und 19. Jahrhundert mehrfach aufgegriffen: im Singspiel von 1710 Heinrich der Vogler von Johann Ulrich König, als Ritterdrama Kaiser Heinrich der Vogler aus dem Jahr 1815 von Benedikt Lögler und 1817 Heinrich der Finkler als Schauspiel in einem Aufzuge nach altdeutscher Vorlage von August Klingemann.
Heinrich war im 19. Jahrhundert eher unter den Namen „der Finkler“ oder „der Vogler“ bekannt. Die Meinung des Bildungsbürgertums über Heinrich wurde dabei tiefgehend von dem Gedicht „Herr Heinrich sitzt am Vogelherd…“ von Johann Nepomuk Vogl (1835) geprägt, früh bekannt durch die Vertonung des Balladenkomponisten Carl Loewe (1836). Es gilt wohl als die eindringlichste Verarbeitung des Heinrich-Stoffes. Die wissenschaftliche Darstellung von Georg Waitz führte zu zahlreichen Historiendramen. In diesem Genre wurde Heinrich von Julius Mosen (Heinrich der Finkler, König der Deutschen. Ein historisches Schauspiel in fünf Acten 1836), Felix Dahn (Deutsche Treue 1875) und Hanns von Gumppenberg (König Heinrich I. 1904) verarbeitet. Der historische Roman von Friedrich Palmié (Hatheburg 1883) und das Drama von Ernst von Wildenbruch (Der deutsche König 1908) stellten Heinrichs Beziehung zu Hatheburg in den Mittelpunkt. Der schlesische Dichter Moritz Graf von Strachwitz schrieb Heinrich in seinem Gedicht (Heinrich der Finkler 1848) die Attribute Vaterlandsretter, Städtegründer und Heidenüberwinder zu. In Richard Wagners Lohengrin (1850) hat Heinrich in allen drei Aufzügen der Oper seinen Auftritt. Er betreibt in Brabant die Mobilmachung von Truppen gegen die Ungarn, kümmert sich in königlicher Fürsorge um seine Untertanen und belehnt Lohengrin mit dem Herzogtum Brabant.
In Bildwerken und Denkmälern des 19. Jahrhunderts wurde Heinrichs Bestreben um eine nationale Einigung anders als in der Geschichtswissenschaft kaum verarbeitet und blieb regional geprägt. Bei den Hohenzollern trat Heinrich auch nach der Reichsgründung deutlich hinter anderen mittelalterlichen Herrschern wie Karl dem Großen oder Friedrich Barbarossa zurück.
Eine zentrale Rolle nahm Heinrich im Königreich Sachsen ein, da die Wettiner das moderne Königreich im 19. Jahrhundert durch die direkte Bezugnahme auf den ersten sächsischen König als ungebrochene Ordnung darstellen wollten. Eduard Bendemann schuf für den Neuen Thronsaal im Dresdner Schloss mit „Heinrich bekehrt die Dänen“, „Die Schlacht bei Riade“, „Heinrich I. als Städtegründer“ und die „Die Entrichtung des Zehnt und die Aufnahme der Bauern in die Städte“ vier große Wandfresken mit Szenen aus dem Leben Heinrichs I. Seine Kompositionen veröffentlichte Bendemann als Reproduktionsgrafiken. Dadurch fand die Bildausstattung weit über das Königreich Sachsen hinaus Verbreitung.
Für die Stirnseite des Plenarsaals im Merseburger Ständehaus schuf Hugo Vogel 1895 mit Heinrichs Empfang der Königskrone am Finkenherd zu Quedlinburg und Heinrichs Sieg über die Ungarn bei Riade Wanddarstellungen zur Ottonenzeit. Anlässlich ihres Stadtmilleniums enthüllte Merseburg im Jahr 1933 das König-Heinrich-Denkmal.

### Geschichtsbilder und Forschungskontroversen

#### Sybel-Ficker-Streit
Die mittelalterliche Ostpolitik wurde im 19. Jahrhundert zum Thema wissenschaftlicher Auseinandersetzung, als die Historiker versuchten, die nationale Gestaltung Deutschlands, die sogenannte großdeutsche oder kleindeutsche Lösung, mit historischen Argumenten zu entscheiden. Den mittelalterlichen Herrschern eines multigentilen Reiches wurde seitens der Geschichtswissenschaft insbesondere des 19. Jahrhunderts vorgeworfen, dass sie die Notwendigkeit eines starken Nationalstaates nicht erkannten. Der protestantische Historiker Heinrich von Sybel bezeichnete die mittelalterliche Kaiserpolitik als „Grab der Nationalwohlfahrt“. Nach Meinung preußisch-kleindeutsch gesinnter Historiker im 19. Jahrhundert wäre „Ostpolitik“ statt der „Kaiserpolitik“ die nationale Aufgabe der deutschen Könige gewesen. Im Osten hätten bleibende Gewinne in weiten Räumen erzielt werden können. Heinrich I. sei diesen Weg gegangen, doch sein Sohn Otto habe die Kräfte des Reiches auf ein falsches Ziel gelenkt. Heinrich I. zog folglich die Anerkennung Sybels auf sich. Für ihn war Heinrich „der Gründer des deutschen Reiches und […] Schöpfer des deutschen Volkes“ als „Stern des reinsten Lichtes an dem weiten Firmamente unserer Vergangenheit“. Der österreichische Historiker Julius von Ficker, Verfechter einer großdeutschen Lösung unter Einschluss Österreichs, verteidigte gegen Sybels Auffassungen die mittelalterliche Kaiserpolitik und hob vor allem die nationale und universale Bedeutung des deutschen Kaiserreiches aus gesamteuropäischer Sicht hervor. Die Gegensätzlichkeit der Standpunkte entwickelte sich als Sybel-Ficker-Streit zu einer größeren, schriftlich ausgetragenen Kontroverse. Zwar hatte Ficker letztlich die größere Überzeugungskraft, doch fand auch Sybel in der späteren Heinrich-Literatur mit Georg von Below und Fritz Kern immer wieder Anhänger.

#### Überzeugung der Entstehung des deutschen Reiches unter Heinrich I.
Die Herrschaft Heinrichs I. ist ein klassisches Thema in der Mittelalterforschung, da sie für den Fortbestand des ostfränkischen Reiches nach der Loslösung von der karolingischen Dynastie bedeutsam war. Das Reich Heinrichs I. und seines Sohnes Ottos I. galt vom 19. Jahrhundert bis in das 20. Jahrhundert hinein allgemein als das „Deutsche Reich“.
In der fünfbändigen „Geschichte der deutschen Kaiserzeit“ aus dem Jahr 1855 von Wilhelm von Giesebrecht bedeutete die Wahl Heinrichs zum König den „Anfang eines neuen, des deutschen Reichs“, „mit Heinrich beginnt die Geschichte des deutschen Reichs und des deutschen Volkes, wie man von jener Zeit bis auf dem heutigen Tag den Begriff desselben gefasst hat“. Nach der Auffassung Giesebrechts gelang Heinrich der dafür nötige Durchbruch, indem er „mit erfinderischem und unerschrockenem Sinne“ den „Stämmen“ ihre vom jeweiligen Herzog verantwortete Ordnung beließ und damit für sein Reich eine Art Bundesstruktur unter seinem „Vorsitz“ entwarf.
Die erste auf Grundlage der historisch-kritischen Methode erstellte Monographie über Heinrich I. von Georg Waitz folgte der Einschätzung Giesebrechts bezüglich der Bedeutung von Heinrichs Königtum für die deutsche Geschichte. Nach Waitz war Heinrich „im vollen Sinne Deutscher König, seine Herrschaft ein wahres Deutsches Reich“ gewesen.
Dieser Überzeugung, Heinrich habe das Deutsche Reich gegründet, stimmte auch um die Wende zum 20. Jahrhundert Karl Lamprecht zu. Nach ihm war die Korrektheit des Sachsen Heinrich die Eigenschaft, die ihn „recht eigentlich zum Gründer des Reiches“ werden ließ. Die wissenschaftlichen Autoritäten Lamprecht, Giesebrecht und Waitz brauchten für die Anerkennung ihrer Ansichten vom Beginn des deutschen Reiches nicht zu kämpfen. Sie teilten diese Meinung mit der Mehrzahl ihrer Zeitgenossen. Die Einschätzung der Person und Regierung Heinrichs als „ersten deutschen König“ wurde in dieser Form bis zum Ende der 1930er Jahre beibehalten und in ausgeprägter Form nie diskutiert.
Lediglich Karl Hampe und Johannes Haller verknüpften den Beginn des Deutschen Reiches mit der 911 erfolgten Wahl Konrads I. Seit Georg Waitz wurde keine größere Darstellung über Heinrich mehr verfasst. Vielmehr standen jahrzehntelang Einzelfragen im Vordergrund. Dabei leisteten insbesondere Martin Lintzel und Carl Erdmann substanzielle Beiträge zur Heinrichforschung. Die Frage nach Heinrichs Motiv, das zur Ablehnung des Salbungsangebots führte, beschäftigt die Heinrichforschung bis heute am intensivsten. Historiker mit kulturkämpferischer Einstellung sahen in Heinrichs Verhalten einen notwendigen Befreiungsschlag gegen klerikale Einmischung in die Belange des Staates. Die Unterstellung eines kirchenfeindlichen Zugs in Heinrichs Charakter und Politik gilt heute jedoch als längst überholt.
Der nationalstaatliche Blickwinkel, unter dem man Heinrichs Herrschaft betrachtete, führte aber auch zu Kritik und Abwertung. Für Karl Wilhelm Nitzsch hatte Heinrich nicht das Ziel seiner geschichtlichen Bestimmung erreicht, da er gestorben war, „ohne mit einer klaren entschlossenen Politik an die Aufgaben herangetreten zu sein, die seinem Hause gestellt waren […]“. Nitzsch meinte damit eine straffere, die herzoglichen Zwischengewalten unterordnende Zentralregierung, wie sie von Otto I. durchgesetzt wurde. Doch auch Nitzsch stellte nicht in Abrede, dass Heinrich „die segenbringende Herstellung deutscher Macht“ zu verdanken sei. Kritik übte 1930 auch Walther Schulze in seiner Darstellung in „Gebhardts Handbuch der deutschen Geschichte“, weil Heinrich weder im Innern noch nach außen den Reichsgedanken energisch genug vertreten habe. Im Kampf gegen die Slawen und Ungarn sei Heinrich „nicht durch nationale, sondern durch partikularistische Gesichtspunkte bestimmt“ gewesen.

#### Das Bild Heinrichs im Nationalsozialismus

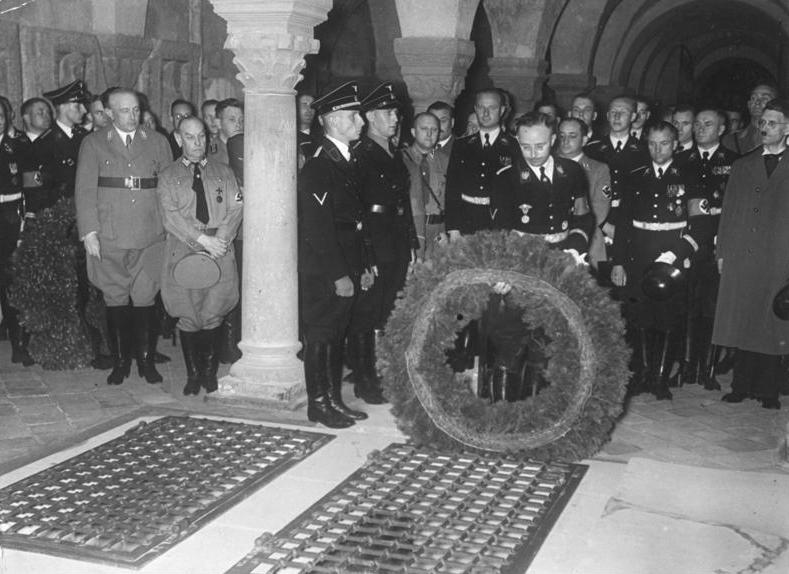
Der Reichsführer SS Heinrich Himmler legt am 1. Juli 1938 in einer nächtlichen Feierstunde anlässlich des Todestages König Heinrichs I. einen Kranz auf dessen Gruft in Quedlinburg.

Für die Ideologen des Nationalsozialismus begann unter Heinrich I. „die nationale Sammlung der Deutschen“, unter Otto dem Großen „der bewußte Versuch nationaler Aufrichtung und Kultivierung“. Dieser Tenor wurde bald von allen Schulungszentren der Partei bis hin zum „Völkischen Beobachter“ verbreitet. Hingegen wollten Heinrich Himmler und einige Historiker wie insbesondere Franz Lüdtke einzig in Ottos Vater Heinrich I. den Stifter des deutschen Volkes sehen, dessen Werk der Sohn dann verraten habe. Zur tausendsten Wiederkehr des Todestages im Jahr 1936 stilisierte Himmler in seiner Rede in Quedlinburg Heinrich I. zu einer spätgermanischen Führerfigur. Heinrich wurde zum „edlen Bauern seines Volkes“ erkoren, zum „Führer vor tausend Jahren“, zum „Ersten unter Gleichen“. Nach einer zeitgenössischen Behauptung soll sich Himmler gar für eine Reinkarnation Heinrichs I. gehalten haben. Dies wird in der wissenschaftlichen Literatur meist vorsichtiger betrachtet. Der Grund für die außerordentliche Hervorhebung dieses mittelalterlichen Herrschers dürfte in der Parallelität der gesamtpolitischen Konstellation zu finden sein. Diese Parallelität wurde in Heinrichs Widerstand gegen klerikalen Universalismus und der Behauptung gegen Frankreich und das Slawentum gesehen. Durch die von Heinrich I. betriebene Errichtung zahlreicher Wehranlagen an der damaligen deutschen „Ungarngrenze“ erschien Heinrich in Himmlers Sicht als der früheste Protagonist einer deutschen Ostorientierung.
Das Gedenkjahr 1936 führte ebenfalls zur Veröffentlichung größerer Darstellungen über Heinrich. Für den Führer der nationalen Ostbewegung Franz Lüdtke bereitete Heinrich mit seinem kämpferischen, kolonialistischen Griff nach dem Osten den „großen Oststaat“ vor. Der 926 geschlossene Waffenstillstand mit den Ungarn wird mit dem „aufgezwungenen Diktatfrieden“ von 1918 verglichen, der unbedingt gebrochen werden musste. Der Sieg gegen die Ungarn gelang schließlich mit der „starke[n] Einheit von Führer und Volk“. Alfred Thoß ordnete seine Heinrich-Darstellung in die Blut-und-Boden-Ideologie ein.
Zum Standardwerk weit über die Nachkriegszeit hinaus wurde das 1941 erstmals veröffentlichte Werk Geschichte der sächsischen Kaiserzeit von Robert Holtzmann. Nach Holtzmann wurde das Reich bereits 911 gegründet. Heinrich ließ das Reich „gefestigt und gesichert“ zurück. Allerdings waren die Herzöge der Reichsgewalt noch nicht zu- oder untergeordnet und das geistige Leben noch nicht entfaltet. Für Holtzmann stellte das Zusammenwirken aller Stämme bei Heinrichs Sieg über die Ungarn dessen größte Leistung dar. Seine zurückhaltende Darstellung bei der Schilderung der Ereignisse und eine entmythisierte Sicht, besonders auf die Ostpolitik, kennzeichnet die Grundhaltung der Heinrich-Forschung nach der NS-Zeit.

### Moderne Forschung

#### Frage nach der Entstehung des mittelalterlichen Reiches
Die Überzeugung, dass der Beginn des deutschen Reiches unter Heinrich I. im Jahr 919 oder in einem anderen Epochenjahr anzusetzen sei, ist erstmals von Gerd Tellenbach (1939) in Frage gestellt worden. Doch wurde um die Vorstellung von der Entstehung des deutschen Reiches in einem lang anhaltenden Prozess im Frühmittelalter, in dem die Zeit Heinrichs I. immer noch bedeutsam war, in der Folgezeit nicht mehr gestritten. Anfang der 1970er Jahre vertrat Carlrichard Brühl in bewusstem Widerspruch zur bis dahin geltenden Ansicht den Standpunkt, dass erst um 1000 bis 1025 „Deutschland und Frankreich als ausgereifte, selbständige Größen faßbar werden“. Nach Brühl war Heinrich II. der erste Herrscher, den man als deutschen König bezeichnen könne. Die ottonische Zeit und die spätkarolingisch-frühkapetingische Zeit war für Brühl noch kein Abschnitt der deutschen oder französischen Geschichte, sondern galt ihm als eine Epoche innerfränkischer Aktionen.
Seit den 1970er Jahren setzte sich durch die Studien von Joachim Ehlers, Bernd Schneidmüller und Carlrichard Brühl die Auffassung durch, dass das „Deutsche Reich“ nicht als Ergebnis eines Ereignisses, das zum Beispiel mit einem Jahr wie 919 zu verbinden sei, entstanden war, sondern als Resultat eines im 9. Jahrhundert einsetzenden Prozesses, der teilweise selbst im 11. und 12. Jahrhundert noch nicht abgeschlossen war. Die Ottonen Heinrich I. und Otto I. gelten heute nicht mehr als Gestalten, die Deutschlands frühe Macht und Größe symbolisieren, sondern eher als ferne Repräsentanten einer archaischen Gesellschaft.

#### Beurteilung der Herrschaft Heinrichs
Im ersten Handbuch der deutschen Geschichte nach 1945 bezeichnete Helmut Beumann die Jahre 919 bis 926 als „Abkehr von der karolingischen Tradition“. Als Zeichen dieser Abkehr galten Beumann die Ablehnung der angebotenen Salbung sowie der Verzicht auf Hofkapelle und -kanzlei. In seinen letzten drei Jahren habe Heinrich schließlich eine Stellung „als abendländischer Hegemon“ besessen. Ende der 1980er Jahre verabschiedete sich Beumann von der Idee, der Salbungsverzicht des Liudolfingers sei ein programmatischer Akt gewesen, und betonte dagegen das pragmatische Bemühen um Einvernehmlichkeit mit den wichtigsten Kräften im Reich.
In den letzten drei Jahrzehnten erfuhr die mit Heinrich I. beginnende Ottonenzeit insbesondere durch die Historiker Johannes Fried, Gerd Althoff, Hagen Keller und Carlrichard Brühl eine grundlegende Neubewertung. Als erstes Zeugnis der Neubewertung in der Heinrich-Forschung gilt die 1985 erschienene Doppelbiographie Heinrich I. und Otto der Große. Neubeginn auf karolingischem Erbe von Althoff und Keller. Zuvor hatten sich 1981/1982 Althoff und Karl Schmid im Rahmen des Forschungsprojektes „Gruppenbildung und Gruppenbewusstsein im Mittelalter“ näher mit den Namenseinträgen im Gedenkbuch des Klosters Reichenau beschäftigt und sie mit denen der Klöster St. Gallen, Fulda und des Frauenklosters Remiremont in Lothringen verglichen. Die klösterlichen Gedenkbücher dienten dem mittelalterlichen Bedürfnis der Pflege der Memoria. Auffällig ist, dass im 825 angelegten Reichenauer Gedenkbuch diese Eintragungen seit 929 deutlich anschwellen und mit dem Tod Heinrichs 936 schlagartig wieder abfallen. Solche gruppierten Namenseinträge fanden sich in ähnlicher Form auch in den Gedenkbüchern von St. Gallen und Remiremont und in den Totenannalen des Klosters Fulda. Sie geben Auskunft darüber, dass diese Gruppen ihre Angehörigen in die Gebetshilfe mehrerer Klöster eingetragen haben. Heinrich habe sich und seine Familie an unterschiedlichen Orten gemeinsam mit weltlichen und geistlichen Großen dem Gebetsgedenken anvertraut. Solche Zusammenschlüsse waren auf familiären friedlichen Zusammenhalt und auf gegenseitige Unterstützung der Gruppenmitglieder ausgerichtet. Diese Beziehungen zu adeligen Personenverbänden, geschlossene amicitia- oder Freundschaftsbündnisse und Schwureinungen hatte Heinrich aufgegriffen und zu einem Instrument der Verbindung mit den Großen des Reiches geformt. Sie gelten seitdem als ein Charakteristikum der Herrscherpersönlichkeit Heinrichs I. Keller und Althoff haben damit gezeigt, dass die Konsolidierung von Heinrichs Königtum wesentlich auf dem Ausgleich der Großen mit den politischen Mitteln der amicitia und der pacta basierte. Mit der Erforschung der Amicitia-Politik ist ein seit langem nicht mehr zu verzeichnender Erkenntnisfortschritt in der Heinrich-Forschung gelungen. Aufgrund der Ergebnisse zu den Amicitia-Bündnissen stellten Althoff und Keller zur Diskussion, ob Heinrichs auf Grundlage von Freundschaftsbündnissen getroffener Ausgleich mit den Herzögen von Schwaben und Bayern nicht auf der Einsicht beruhte, dass deren Verfügungsanspruch auf königliche Machtmittel innerhalb ihrer Herzogtümer „kaum weniger begründet oder berechtigt“ gewesen sei, „als sein eigener Anspruch auf die Königsherrschaft im ostfränkischen Reich“. Die These von den Amicitia-Bündnissen wurde von der nachfolgenden Forschung durchweg positiv rezipiert und schnell übernommen.
Johannes Fried (1994) hat in seiner Darstellung, der ottonischen Historiographie misstrauend, den Urkunden größeres Gewicht beigemessen und ihnen Aussagen abzugewinnen versucht, die ihren Fakteninhalt übersteigen. Für ihn ist Heinrich „ein Genie des Zauderns. Stets wurde verhandelt, anerkannte er die Stellung der Herzöge, endete die Konfrontation in Freundschaft.“
In der Beurteilung der Person und Herrschaft Heinrichs I. weisen die derzeitigen Forschungsmeinungen keine gravierenden Differenzen auf. Für die letzten Jahre seines Lebens wird Heinrich eine hegemoniale Stellung im christlichen Abendland zugeschrieben, und seine Stellung wird häufig mit dem Verweis auf die Figur eines primus inter pares charakterisiert, ein Bild, das bereits vor der Mitte des 19. Jahrhunderts aufkam.
Im Mai 2019 jährte sich die Königserhebung Heinrichs I. zum 1100. Mal. Aus diesem Anlass fand vom 22. bis 24. März 2018 in Quedlinburg die interdisziplinäre Fachtagung 919 – plötzlich König. Heinrich I. und Quedlinburg statt. Die Vorträge der Tagung wurden 2019 veröffentlicht. Vom 19. Mai 2019 bis zum 2. Februar 2020 war im Schlossmuseum und der Stiftskirche Quedlinburg die Sonderausstellung 919 – und plötzlich König zu Leben und Werk Heinrichs I. zu sehen.

#### Kontroverse um Widukind als Quelle bei der Thronerhebung Heinrichs I.
Mit den ausführlich bei Widukind von Corvey und Liutprand von Cremona überlieferten Nachrichten, die deutlich aus sächsisch-ottonischer und italienisch-ottonischer Perspektive abgefasst sind und über die Zeit Heinrichs I. aus der Retroperspektive berichten, ist die Frage nach der Leistungsfähigkeit einer Gedächtniskultur im Hinblick auf die Wiedergabe von Fakten aufgeworfen. Aufsehen erregte im Jahr 1993 vor allem die Kritik von Johannes Fried an der Überlieferung zur Königserhebung Heinrichs I. Fried nutzte die ottonische Geschichtsschreibung, um zu zeigen, wie Geschichtsschreibung zu beurteilen ist, die in einer Zeit entstanden ist, in der die mündliche Weitergabe die vorherrschende war. Das Wissen über die Vergangenheit war dabei ständigen Veränderungen unterworfen, denn die geschichtliche Erinnerung „wandelte sich unablässig und unmerklich, selbst zu Lebzeiten der Beteiligten“. Fried postulierte einen Prozess stetigen Wandels, der nach einer gewissen Zeit regelmäßig zum Ergebnis führt, dass das zugrundeliegende Geschehen bis zur Unkenntlichkeit entstellt ist. Die sich dabei einstellende Sicht der Vergangenheit war „mit der tatsächlichen Geschichte nie identisch“. Nach Fried habe man mit Widukinds Sachsengeschichte ein „fehlergesättigtes Konstrukt“ vor sich. Frieds Schlussfolgerung für Heinrichs Königserhebung lautet: „Eine allgemeine Königswahl Heinrichs durch Franken und Sachsen gab es vermutlich nie. […] Er begann als König in Sachsen und schob sein Königtum allmählich in einen nach Konrad I. königsfreien Raum vor.“
Gegen die Forschungsposition Frieds positionierte sich besonders Gerd Althoff, der Widukind einen besonders hohen Quellenwert zugesteht. Nach Althoff waren der Freiheit der Veränderung und damit auch der Verformung enge Grenzen gesetzt, sobald es um Sachverhalte ging, an denen die Mächtigen ein aktuelles Interesse hatten. Beliebige Abwandlungen waren daher nicht möglich. Die Erwartungen der Mächtigen begünstigten freilich auch Schönfärbereien und Idealisierungen. Überdies hätten die zahlreichen Anekdoten, Träume und Visionen, die häufig in der ottonischen Historiographie Erwähnung finden, einen argumentativen Kern, mit dem Kritik an den Mächtigen geübt wird.
Ferner ist es nach Althoff wahrscheinlich, dass das Werk Widukinds, das er der Äbtissin Mathilde widmete, eine spezifische causa dedicandi hatte: Nach dem Tod des Erzbischofs Wilhelm von Mainz 968 war allein das zwölf- oder dreizehnjährige Mädchen Mathilde als einziges Mitglied des Kaiserhauses nördlich der Alpen verblieben, und sie blieb es bis 972. In dieser Situation sei Widukinds Werk geeignet gewesen, „die junge Kaisertochter Mathilde politikfähig zu machen“. Der Text vermittelte ihr das nötige Wissen für die „Repräsentation der ottonischen Herrschaft in Sachsen“. Nähme man an, die Sachsengeschichte hätte den Charakter eines Fürstenspiegels, so würden sich für Althoff auch die Gewichtungen des Werkes und die Auslassungen erklären (Zusammenfassung der Italienpolitik in einem Kapitel, keine Erwähnung der Missionspolitik im Osten und ebenso kein Wort über die Vorgänge der Gründung des Erzbistums Magdeburg). Althoffs Fazit lautet daher: „Der Kronzeuge ist vertrauenswürdig.“ Althoff konnte außerdem aus neuen Forschungserkenntnissen, wie etwa denen zur Memorialüberlieferung und der Konfliktforschung, die grundsätzlichen Aussagen der ottonischen Historiographie bestätigen. Hagen Keller hat darauf aufmerksam gemacht, dass es 967/968 noch Zeitzeugen gab, welche die Geschehnisse aus der Zeit Heinrichs I. miterlebt hatten. Keller meldet grundsätzliche Bedenken an, die von der Ethnologie gewonnenen Forschungsergebnisse über mündliche Tradierungstechniken in fast schriftlosen Kulturen auf einen Autor wie Widukind, der literarisch gebildet war, übertragen zu können. Die derzeitige Heinrich-Forschung bewegt sich zwischen den beiden Extremstandpunkten von Althoff und Fried.

### Urkunden und Regesten
- MGH: Diplomata regum et imperatorum Germaniae, Bd. 1. Die Urkunden Konrads I., Heinrich I., und Ottos I., herausgegeben von Theodor Sickel, Hannover 1879–1884.
- Johann Friedrich Böhmer, Emil von Ottenthal, Hans Heinrich Kaminsky: Regesta Imperii II, 1. Die Regesten des Kaiserreiches unter Heinrich I. und Otto I., Hildesheim 1967.

### Literarische Quellen
- Widukind von Corvey: Die Sachsengeschichte des Widukind von Corvey. In: Quellen zur Geschichte der sächsischen Kaiserzeit. (= Freiherr-vom-Stein-Gedächtnisausgabe. Bd. 8.). Bearbeitet von Albert Bauer, Reinhold Rau. 5. Auflage. Wissenschaftliche Buchgesellschaft, Darmstadt 2002, S. 1–183
- Liutprand von Cremona: Werke. In: Quellen zur Geschichte der sächsischen Kaiserzeit. (= Freiherr-vom-Stein-Gedächtnisausgabe. Bd. 8.). Bearbeitet von Albert Bauer, Reinhold Rau. 5. Auflage. Wissenschaftliche Buchgesellschaft, Darmstadt 2002, S. 233–589.
- Thietmar von Merseburg, Chronik. Neu übertragen und erläutert von Werner Trillmich. Mit einem Nachtrag von Steffen Patzold. (= Freiherr-vom-Stein-Gedächtnisausgabe. Bd. 9). 9., bibliographisch aktualisierte Auflage. Wissenschaftliche Buchgesellschaft, Darmstadt 2011, ISBN 978-3-534-24669-4.

### Allgemeine Darstellungen
- Gerd Althoff: Die Ottonen. Königsherrschaft ohne Staat. 3., durchgesehene Auflage, Kohlhammer, Stuttgart 2013, ISBN 978-3-17-022443-8.
- Gerd Althoff, Hagen Keller: Die Zeit der späten Karolinger und der Ottonen. Krisen und Konsolidierungen 888–1024 (= Gebhardt. Handbuch der deutschen Geschichte. Bd. 3). 10., völlig neu bearbeitete Auflage. Klett-Cotta, Stuttgart 2008, ISBN 978-3-608-60003-2.
- Helmut Beumann: Die Ottonen. 5. Auflage, Kohlhammer, Stuttgart u. a. 2000, ISBN 3-17-016473-2.
- Matthias Becher: Rex, Dux und Gens. Untersuchungen zur Entstehung des sächsischen Herzogtums im 9. und 10. Jahrhundert (= Historische Studien. Bd. 444). Matthiesen, Husum 1996, ISBN 3-7868-1444-9.
- Stephan Freund, Gabriele Köster (Hrsg.): 919 – Plötzlich König. Heinrich I. und Quedlinburg (= Schriftenreihe des Zentrums für Mittelalterausstellungen Magdeburg. Bd. 5). Schnell & Steiner, Regensburg 2019, ISBN 978-3-7954-3397-0.
- Johannes Fried: Der Weg in die Geschichte. Die Ursprünge Deutschlands bis 1024. Propyläen, Berlin 1998, ISBN 3-548-26517-0.
- Hagen Keller: Die Ottonen. 6., aktualisierte Auflage. Beck, München 2021, ISBN 978-3-406-77413-3.
- Ludger Körntgen: Ottonen und Salier. 3. durchgesehene und bibliographisch aktualisierte Auflage, Wissenschaftliche Buchgesellschaft, Darmstadt 2010, ISBN 978-3-534-23776-0.
- Timothy Reuter (Hrsg.): The New Cambridge Medieval History 3. c. 900–1024. Cambridge University Press, Cambridge 1999, ISBN 0-521-36447-7.

### Biographien
- Gerd Althoff und Hagen Keller: Heinrich I. und Otto der Große: Neubeginn auf karolingischem Erbe. 2 Teile. Muster-Schmidt, Göttingen 1985, ISBN 3-7881-0122-9.
- Wolfgang Giese: Heinrich I. Begründer der ottonischen Herrschaft. Wissenschaftliche Buchgesellschaft, Darmstadt 2008, ISBN 978-3-534-18204-6. (Rezension)
- Bernd Schneidmüller: Heinrich I. (919–936). In: Bernd Schneidmüller, Stefan Weinfurter (Hrsg.): Die deutschen Herrscher des Mittelalters. Historische Portraits von Heinrich I. bis Maximilian I. (919–1519). Beck, München 2003, ISBN 3-406-50958-4, S. 15–34, 563 f. (online)
- Georg Waitz: Jahrbücher des Deutschen Reichs unter König Heinrich I. Duncker & Humblot, Berlin 1863, auch 1963 im Nachdruck der Ausgabe von 1885. (einsehbar bei google books)